# 選抜高等学校野球大会

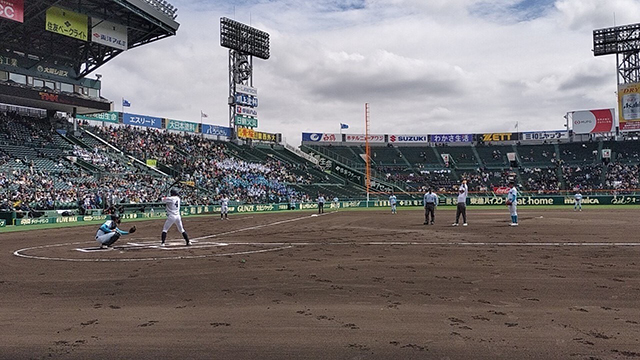
2022年（第95回）の開会式

選抜高等学校野球大会（せんばつこうとうがっこうやきゅうたいかい）は、兵庫県西宮市にある阪神甲子園球場を会場として、日本高等学校野球連盟（高野連）・毎日新聞社主催、朝日新聞社後援、阪神甲子園球場特別協力のもと、毎年3月中旬もしくは下旬から4月上旬に開催される日本の高校野球の全国大会である。
1947年（第19回）までは、全国選抜中等学校野球大会という名称であった。第二次世界大戦による中断後、GHQから「全国大会を年に2度も行う必要はない」と問題視されていたため「同年限り」を条件に何とか再開に漕ぎ着けたのが第19回大会である。
1948年から全国の文字を削除。回数もリセットし、学制改革による中等学校から高等学校への改編もあいまって、第1回選抜高等学校野球大会とした経緯がある。
ただし、優勝旗・準優勝旗には現在も全国の文字が入っており（返還の際に授与されるレプリカには入らない）、1955年（第27回）からは回数も通算に戻されている。
大会旗および優勝旗の色は紫紺。優勝旗は紫紺色のため「紫紺の大優勝旗」と呼ばれる。「春の甲子園」「春の高校野球」「選抜（センバツ）甲子園」「National High School Baseball Invitational Tournament」などと表現され、5年に1度（大会回数が5の倍数となる回）は記念大会として実施されている。

## 会場
1924年（第1回）のみ愛知県名古屋市中区広路町（現・昭和区滝川町）の山本球場で行われ、1925年（第2回）から兵庫県武庫郡鳴尾村（現・西宮市）の甲子園大運動場（現・阪神甲子園球場）へ移った。
1923年まで夏の大会の会場であった鳴尾球場が馬場内にある鳴尾競馬場は、同年に馬券発売が再開されてにぎわいが戻りつつあり、阪神電気鉄道（阪神）が鳴尾球場に代わる甲子園大運動場を建設中の1924年に第1回大会が開催された。
関西には他に、大阪朝日新聞社（大朝）とライバル関係にある大阪毎日新聞社（大毎）が会場に選んでも不思議ではない、阪神のライバル企業である阪神急行電鉄（阪急）が豊中グラウンドに代わる新しい球場として1922年に開場させた宝塚球場があったが、1924年2月に設立された宝塚運動協会の本拠地になっており、大毎は同じく1922年開場の山本球場を会場に選んだ。
大毎の社告によれば、名古屋で開催する理由として「関西勢の優勝率が高いのは関西で開催するからであるとする風説（地元有利説）を確かめるため」と「中京（東海）の野球ファンの希望を無視できないため」の2点を挙げていた。
1923年の大会終了時点で、夏の大会では8回全て関西勢が決勝戦へ進出（うち6回優勝）。また、夏の大会がある関西、大学野球が盛んで東京六大学野球連盟発足前夜の関東に比べ、東海にはこれらに匹敵するような野球大会が無かった。
地元有利説に関しては、8校が出場した1924年（第1回）における関西勢3校中2校が初戦で敗退、1校が2回戦で敗退したものの、地元東海勢の1校も2回戦で敗退、四国勢と関東勢による決勝戦（四国勢優勝）という、ほぼ因果関係のない結果となった。
一方、東海の野球ファンの希望に関しては、特に1930年代に入り愛知県勢（中京商、東邦商、愛知商など）と岐阜商を中心に東海勢が中等野球で一時代を築き、1936年の職業野球（現：日本プロ野球）創設時に愛知県のチームが2チーム（名古屋軍、名古屋金鯱軍）誕生するほど野球が盛んになる下地を作ったと言える。
大毎は各地方の球界に刺激を与えるため、会場を各地方へ移して開催する計画であったが、1924年8月1日開場の甲子園大運動場で行われた同年の夏の大会で5万人収容のスタンドが満員になった現実の前に吹き飛んだ。中等学校野球の人気はここまで高まっており、5万人を収容できるスタンドを備えた球場など当時甲子園以外に存在せず、1925年（第2回）から会場を甲子園へ移し、以後定着して現在に至る。なお、1924年の夏の大会は関西勢が決勝戦へ進出しなかった。
国体、明治神宮大会を除くと、全国大会の会場が関西以外の球場となったのは春・夏を通じて山本球場が唯一の事例となっている。夏の大会では甲子園以外に豊中グラウンド、鳴尾球場、阪急西宮球場が会場となったが、いずれも関西の球場であり、特に鳴尾と西宮は甲子園から至近距離にあった。

## 出場校
夏の大会は地方大会の優勝校が出場校となるが、春の大会は選考委員会によって出場校が決められる。高野連は出場校の選考基準を
（1）大会開催年度の高校野球大会参加者資格規定に適合したもの。
（2）日本学生野球憲章の精神に違反しないもの。
（3）校風、品位、技能とも高校野球にふさわしいもので、各都道府県高校野球連盟から推薦された候補校の中から地域的な面も加味して選出する。
（4）技能についてはその年度の新チーム結成後よりアウトオブシーズンに入るまでの試合成績ならびに実力などを勘案するが、勝敗のみにこだわらずその試合内容などを参考とする。
（5）本大会はあくまでも予選をもたないことを特色とする。したがって秋の地区大会は1つの参考資料であり、本大会の予選ではない。
としている。
夏の大会における東京都勢と兵庫県勢のような、1915年の第1回大会から途切れることなく出場している都道府県勢は春の大会には存在しない（#最近の出場校を参照）。
春の大会の出場校は、1983年（第55回）以降、通常は32校、記念大会（上述）でも36校であるため、全く出場校の無い府県が必ず生じる（北海道と東京都はそれぞれ単独の出場枠が与えられるようになった）。逆に、好成績の府県からは2校以上選出されることもある（#出場校に関する記録を参照）。
出場校の選考は21世紀枠→一般選考・明治神宮大会枠の順で行われ、各都道府県の高野連推薦校の中から秋季地区大会（北海道大会・東京都大会は地区大会に相当）と府県大会の実績と地域的なバランスを考えた選考を前提としている。ただし、選考会では高野連役員の意思が反映されるため、秋季地区大会で初戦敗退ながらも選ばれる学校もある。
出場校決定後に組み合わせ抽選会を行いトーナメント方式で頂点を決め、2校出場した都道府県代表校は決勝戦まで当たらないように配置させる。そのため、同じ都道府県代表校の対戦の機会は非常に少ない。組み合わせ抽選会は毎年開会式1週間前の9時から行い、各地区の出場校が多い学校から決定する。選手宣誓は出場校全校の主将によるくじ引きで決定する（#試合組み合わせを参照）。
選手の学年は年度を跨ぐため、新年度の学年で紹介される。

### 一般選考枠
1947年、福岡の小倉中が選抜で準優勝、夏の大会で優勝（九州勢としても初優勝）した。九州地区の中等学校野球熱は高まり、朝日新聞西部本社運動部の芥田武夫部長は全国に先駆け「全国中等学校野球連盟九州支部」を組織し、同年秋に第1回九州地区大会を鹿児島の鴨池球場で開催し、大成功を収めた。
一方、中野連（高野連）も1948年から選考委員会に地区別小委員会を設置するようになった。他の地区でも九州地区大会を範にして1948年秋から地区大会を行うようになり、1949年秋に中部地区から北信越地区、1956年秋に関東地区から東京地区がそれぞれ離脱し、全国10地区で行われるようになった。
新チームで臨む最初の公式大会（実質的な新人トーナメント戦）となる秋季地区大会・府県大会の成績が選抜大会出場校ならびに補欠校を決める際の重要な選考資料となっており、基本的には秋季大会の成績を基に、出場29校と補欠校（代表校の出場辞退に備えるもので、各地区につき1 - 2校程度）を選出する。
- 関東・東京地区の残り1校は両地区を比較した上で選出する。
- 東京のみ、秋季大会が関東の枠組みから外れているため、単独選考となっている。2003年（第75回）までは、ほぼ2枠で固定されており、1位校と2位校が揃って選出されるケースが多かった。21世紀枠への振り替えなどで出場枠が減枠され、関東との比較となった2004年（第76回）以降は1枠となる年が多くなっている。
- 山梨県は関東地区大会参加のため関東枠で選考される。
- かつては近畿地区の枠は7校であり（#一般選考枠一覧を参照）、2府4県から1校ずつ選ばれてもさらにもう1校枠があった。そのため近畿のいずれかの府県からは必ず2校選出された。
- 近畿地区の枠が関東地区より多いのは、先述の「全国大会を年に2度も行う必要はない」とするGHQへの対応として1948年（第20回）から全国の文字を削除したと共に「近畿中心の招待大会」としたことにもよるが[2][13]、これは大会存続のための言葉の綾で、近畿勢が多く選出されるのは1924年（第1回）以来変わっていない。むしろ1947年（第19回）以前のほうが近畿勢の割合が高い傾向にあり、1934年（第11回）は出場20校中10校が近畿勢であった。
- 中国・四国地区の枠が東海地区よりも多いのは、甲子園球場に比較的近いほか夏の大会が1977年（第59回）までは5年毎の記念大会[注 4]を除き全ての都道府県から代表を出さなかったこともあり、強豪校がもともと多かった中国・四国地方では代表決定戦で涙を呑む学校が後を絶たなかったため枠を多くとったものと思われる[13]。
- 2003年（第75回）までは各地区の出場枠は明文化されておらず、選考委員会で決定していたが[注 5]、2004年（第76回）以降は前年7月の運営委員会で出場枠が決定され、一般枠は各地区の枠が明文化されるようになった。同大会以降、2024年（第96回）まで各地区の基本枠は変動しなかった。
- 選考は地区別の小委員会で行われる。委員会の区分けは「北海道・関東・東京」「東北・近畿」「北信越・東海・九州」「中国・四国」。選考委員は地区ごとに異なるため、地区によって全く逆の基準により選考が行われることがある[注 6][14]。
- 上記のとおり、秋季大会は当大会の予選ではなく参考資料にすぎないため、秋季大会の上位校を差し置いて下位校が選出される「逆転現象」が発生することもある。21世紀枠導入以前は秋季地区大会での直接対決に敗れながら逆転選出される例も見られた。
  - 1970年（第42回）は、前年の秋季東京大会で帝京商工が準優勝し、東京都高野連も同大会に推薦した。
    - 高野連の選出委員会は、帝京商工の火事による資料の喪失から戦力分析が不可能との理由で帝京商工を選出しなかった[15]。
    - 帝京商工はこれを不満として2月20日に高野連を相手取り、代表決定の効力停止の仮処分を大阪地方裁判所に申し立てた。
    - 東京都高野連は同校の対外試合を禁止する制裁を決定。さらにこの制裁に対し同校は東京地方裁判所に仮処分を申請するなど泥仕合となった。
    - 帝京商工側が「選抜落選や試合禁止は野球選手としての就職が不利になる」としたことから高校野球においてそのような考え方の是非について議論を巻き起こした。
    - 3月9日には対外試合禁止が撤回され、12日には大阪地方裁判所で申し立てが却下され、東京地方裁判所に対する申し立ても取り下げられて問題は決着した。
    - 東京都からは東京大会優勝の日大三とベスト4の堀越が出場した[16]。

  - 1993年（第65回）は、前年の近畿大会ベスト8の京都成章が補欠校止まりであったのに対し、同校が1回戦で破った川西明峰が選出された。
  - 2003年（第75回）は、前年の北信越大会ベスト8の福井が同準優勝の福井商を上回って選出された[注 7]。
  - 2018年（第90回）は、前年の四国大会ベスト8の高知が同ベスト4の高松商を上回って選出された[17]。
  - 2022年（第94回）は、前年の東海大会ベスト4の大垣日大が同準優勝の聖隷クリストファーを上回って選出された[18][19][20]。
    - 同大会の件に関してはSNS上で物議を醸したほか主催の毎日新聞社にも多くの意見が寄せられたため、2月4日付毎日新聞朝刊で「センバツ出場校について 毎日新聞からのご説明」を掲載した[21][22]。出場校の選考をめぐってこのような掲載を行うことは前代未聞であった。
    - 2月17日の衆議院予算委員会分会では、立憲民主党の源馬謙太郎（静岡8区）が文部科学大臣の末松信介にこの問題をただした[23][24][注 8]。
    - 聖隷クリストファーの決勝戦の対戦相手は同じ静岡県の日大三島であった。かつては東北・北信越など出場枠が2の地区において秋季大会決勝が同県勢対決となった場合、地域性を考慮し今回と同様準優勝校に代わって準決勝敗退校が選出されるケースも散見されたが、21世紀枠導入以降こうした逆転選考は発生していなかった。また東海地区選考委員の鬼嶋一司は地域性の考慮を否定し、あくまでも実力による比較であると説明した。
- 「春は投手力」という格言があることから[26]、当落線上の場合はプロ注目の好投手を擁する学校が選出されやすい傾向にある[注 9]。
- 記念大会は一般選考枠で出場校が1枠多く選出される地区がある。

#### 一般選考枠一覧
一般選考枠の一覧とその変遷を示す（記念大会の増加枠を除く）。
| 地区   | 2024年以降                                | 2024年以降 | 2004年 - 2023年                           | 2004年 - 2023年 | 2003年                                    | 2003年 | 2002年                                    | 2002年 | 1991年 - 2001年                           | 1991年 - 2001年 | 1988年 - 1990年                           | 1988年 - 1990年 | 1983年 - 1987年                           | 1983年 - 1987年 | 1977年 - 1982年                           | 1977年 - 1982年 |
| ------ | ----------------------------------------- | ---------- | ----------------------------------------- | --------------- | ----------------------------------------- | ------ | ----------------------------------------- | ------ | ----------------------------------------- | --------------- | ----------------------------------------- | --------------- | ----------------------------------------- | --------------- | ----------------------------------------- | --------------- |
| 北海道 | 北海道                                    | 1          | 北海道                                    | 1               | 北海道                                    | 1      | 北海道                                    | 1      | 北海道                                    | 1               | 北海道                                    | 1.5             | 北海道                                    | 1               | 北海道                                    | 1.5             |
| 東北   | 青森 岩手 秋田 山形 宮城 福島             | 3          | 青森 岩手 秋田 山形 宮城 福島             | 2               | 青森 岩手 秋田 山形 宮城 福島             | 2      | 青森 岩手 秋田 山形 宮城 福島             | 2      | 青森 岩手 秋田 山形 宮城 福島             | 2               | 青森 岩手 秋田 山形 宮城 福島             | 2.5             | 青森 岩手 秋田 山形 宮城 福島             | 2               | 青森 岩手 秋田 山形 宮城 福島             | 2               |
| 関東   | 茨城 栃木 群馬 埼玉 山梨 千葉 神奈川      | 4.5        | 茨城 栃木 群馬 埼玉 山梨 千葉 神奈川      | 4.5             | 茨城 栃木 群馬 埼玉 山梨 千葉 神奈川      | 4.5    | 茨城 栃木 群馬 埼玉 山梨 千葉 神奈川      | 4      | 茨城 栃木 群馬 埼玉 山梨 千葉 神奈川      | 5               | 茨城 栃木 群馬 埼玉 山梨 千葉 神奈川      | 5               | 茨城 栃木 群馬 埼玉 山梨 千葉 神奈川      | 4               | 茨城 栃木 群馬 埼玉 山梨 千葉 神奈川      | 3               |
| 東京   | 東京                                      | 1.5        | 東京                                      | 1.5             | 東京                                      | 1.5    | 東京                                      | 2      | 東京                                      | 2               | 東京                                      | 1               | 東京                                      | 2               | 東京                                      | 2               |
| 北信越 | 長野 新潟 富山 石川 福井                  | 2          | 長野 新潟 富山 石川 福井                  | 2               | 長野 新潟 富山 石川 福井                  | 2      | 長野 新潟 富山 石川 福井                  | 2      | 長野 新潟 富山 石川 福井                  | 2               | 長野 新潟 富山 石川 福井                  | 2               | 長野 新潟 富山 石川 福井                  | 2               | 長野 新潟 富山 石川 福井                  | 1.5             |
| 東海   | 静岡 愛知 岐阜 三重                       | 3          | 静岡 愛知 岐阜 三重                       | 2               | 静岡 愛知 岐阜 三重                       | 3      | 静岡 愛知 岐阜 三重                       | 3      | 静岡 愛知 岐阜 三重                       | 3               | 静岡 愛知 岐阜 三重                       | 3               | 静岡 愛知 岐阜 三重                       | 3               | 静岡 愛知 岐阜 三重                       | 3               |
| 近畿   | 滋賀 京都 奈良 和歌山 大阪 兵庫           | 6          | 滋賀 京都 奈良 和歌山 大阪 兵庫           | 6               | 滋賀 京都 奈良 和歌山 大阪 兵庫           | 6      | 滋賀 京都 奈良 和歌山 大阪 兵庫           | 6      | 滋賀 京都 奈良 和歌山 大阪 兵庫           | 7               | 滋賀 京都 奈良 和歌山 大阪 兵庫           | 7               | 滋賀 京都 奈良 和歌山 大阪 兵庫           | 7               | 滋賀 京都 奈良 和歌山 大阪 兵庫           | 6.5             |
| 中国   | 岡山 鳥取 広島 島根 山口                  | 2          | 岡山 鳥取 広島 島根 山口                  | 2.5             | 岡山 鳥取 広島 島根 山口                  | 3      | 岡山 鳥取 広島 島根 山口                  | 3      | 岡山 鳥取 広島 島根 山口                  | 3               | 岡山 鳥取 広島 島根 山口                  | 3               | 岡山 鳥取 広島 島根 山口                  | 3.5             | 岡山 鳥取 広島 島根 山口                  | 3.5             |
| 四国   | 香川 愛媛 徳島 高知                       | 2          | 香川 愛媛 徳島 高知                       | 2.5             | 香川 愛媛 徳島 高知                       | 3      | 香川 愛媛 徳島 高知                       | 3      | 香川 愛媛 徳島 高知                       | 3               | 香川 愛媛 徳島 高知                       | 3               | 香川 愛媛 徳島 高知                       | 3.5             | 香川 愛媛 徳島 高知                       | 3.5             |
| 九州   | 福岡 佐賀 長崎 熊本 大分 宮崎 鹿児島 沖縄 | 4          | 福岡 佐賀 長崎 熊本 大分 宮崎 鹿児島 沖縄 | 4               | 福岡 佐賀 長崎 熊本 大分 宮崎 鹿児島 沖縄 | 4      | 福岡 佐賀 長崎 熊本 大分 宮崎 鹿児島 沖縄 | 4      | 福岡 佐賀 長崎 熊本 大分 宮崎 鹿児島 沖縄 | 4               | 福岡 佐賀 長崎 熊本 大分 宮崎 鹿児島 沖縄 | 4               | 福岡 佐賀 長崎 熊本 大分 宮崎 鹿児島 沖縄 | 4               | 福岡 佐賀 長崎 熊本 大分 宮崎 鹿児島 沖縄 | 3.5             |

### 明治神宮大会枠
2003年（第75回）から設けられた。11月の明治神宮大会優勝校の所属地区に与えられ、その地区の一般選考枠が1つ増える形となる（以下「神宮枠」という）。2008年（第80回）は記念大会で1校増の2枠で、優勝校・準優勝校を出した地区に枠が与えられた。この枠ができ、一般枠の1道府県2校までが確定した（#同一都道府県から複数校の出場を参照）。東京のみ「神宮枠」を獲得し関東との比較により一般枠が2となった場合に限り3校出場の可能性がある。
ただし、大会で優勝した高校が無条件で「神宮枠」で出場できるわけではない。優勝した高校の地区で選考を最後に通過した高校が「神宮枠で選出」されたことにはなるが、高野連は「神宮枠」という扱いをしていない。最後の枠が別地区同士の比較となる関東と東京、中国と四国は、その比較の前に該当地区から1校多く選出する。
2021年（第93回）は、新型コロナウイルス感染症に伴い、開催中止。「神宮枠」は、後述の21世紀枠に振り替えを行った。
「神宮枠」設定後、明治神宮大会優勝校で選抜を制したのは2022年（第94回）の大阪桐蔭が最初であった。

### 21世紀枠
2001年が21世紀最初の年であることに因み、同年開催の第73回大会から設けられた。
部員不足やグラウンドがない、豪雪地帯といった学校・地域の特性などの困難を克服した学校や、ボランティア活動といった野球以外の活動での地域貢献で他校の模範となる学校を選出。
推薦は、2012年（第84回）までは基本的に各都道府県の秋季大会で参加校数が128校を上回る都道府県ではベスト16、それ以外の県ではベスト8以上のチーム。2013年（第85回）以降は128校を上回る都道府県ではベスト32、それ以外の県ではベスト16以上と改定された。
選考は、各都道府県の高野連が推薦校1校を選出し、そこから各地区（全国9地区）の代表推薦校となった高校の中から2校が出場校に選出される。
選考基準について大会を主催する毎日新聞は「勝敗にこだわらず多角的に出場校を選ぶセンバツ大会の特性を生かし、技能だけではなく高校野球の模範的な姿を実践している学校を以下の基準に沿って選ぶ」とした上で、
「少数部員、施設面のハンディ、自然災害など困難な環境の克服・学業と部活動の両立・近年の試合成績が良好ながら、強豪校に惜敗するなどして甲子園出場機会に恵まれていない・創意工夫した練習で成果を上げている・校内、地域での活動が他の生徒や他校、地域に好影響を与えている」学校を選出すると公表している。
選考委員会では、まず推薦理由説明会において候補校のある都道府県高野連の理事長がプレゼンテーションを行い、続く特別選考委員会において主催者と外部有識者からなる委員との質疑応答を経て決定される。
なお、21世紀枠で選抜大会出場校に選出されなかった高校は一般選考枠で選出対象となる。

#### 21世紀枠の変遷
| 地区   | 2024年以降                                            | 2024年以降 | 2008年 - 2023年                   | 2008年 - 2023年 | 2001年 - 2007年                   | 2001年 - 2007年 |
| ------ | ----------------------------------------------------- | ---------- | --------------------------------- | --------------- | --------------------------------- | --------------- |
| 東日本 | 北海道 東北 関東 東京 北信越 東海 近畿 中国 四国 九州 | 2          | 北海道 東北 関東 東京 北信越 東海 | 1.5             | 北海道 東北 関東 東京 北信越 東海 | 2               |
| 西日本 | 北海道 東北 関東 東京 北信越 東海 近畿 中国 四国 九州 | 2          | 近畿 中国 四国 九州               | 1.5             | 近畿 中国 四国 九州               | 2               |

2001年（第73回）に前年優勝校枠以来の特別出場案として21世紀枠が誕生したが、公立進学校・伝統校や困難克服校が優先して選出される傾向にある。
“他校の模範であること”を根拠に名門の大学へ現役合格者多数、学校全体での「朝の読書」推進、「青少年赤十字部」の活動、生徒のボランティア活動、果ては災害被災地所在で頑張っている、など野球そのものとは直接関係のない事象により推薦されるケースがある。
さらに、過去の選出校のほとんどが一般選考ライン一歩手前で敗れており、実質的には地区大会出場校の救済枠となっている。このほか、過去に優勝経験のある学校や、県内では強豪といわれる学校が選考されている。
2009年（第81回）の利府、2010年（第82回）の山形中央に至っては困難克服どころか、地元紙の特集において「恵まれた環境」とされていた（普通科と別に専科が設置されているため、他の公立高校に比べ選手が集まりやすい傾向にある）。
選考理由の1つに練習環境の困難さを掲げていた2016年（第88回）の長田も実際には野球部公式サイトで特徴の1つとして「充実した練習環境」を掲げており、両翼100メートル、中堅115メートルのグラウンドを「神戸市内の県立高校では屈指の広さ」としてアピールしていた。
「他校の模範となるチーム」を選出する枠でありながら、2006年（第78回）から2010年（第82回）までと2014年（第86回）には、都道府県推薦校が不祥事により推薦を取り消されたり辞退したりする事態、果ては選出校がのちに部内暴力で連盟から処分される事態までも発生している。
また、2002年（第74回）に「文武両道」を理由に選出された松江北の主戦投手は、学業に専念するため夏の大会を前に退部している（その後東京大学を受験し、現役での合格はならなかったが、一浪の末に合格している）。
2011年（第83回）では見直しが行われるはずであったが、結局は地区大会の成績に「原則」が付記され、出場校選出の最終優先条件が「30年以上出場がない学校」から「より出場から遠ざかっている学校」となったのみで、事実上の前例踏襲となった。2012年（第84回）に洲本が30年以内に出場経験のある学校として初めて選出された。
2023年（第95回）では石橋・氷見・城東の3校が選出された理由として「マナーのいい、キビキビ動く校を選んだ」と委員からコメントがあり、有力視されていながら選に漏れた小野の監督・北垣賢高は「じゃあウチはそうじゃないのか（どの校だってそうなはずだ）」と疑問を呈した。
なお、21世紀枠で出場した学校は公立高校がほとんどである。私立高校は、2025年（第97回）現在、2013年（第85回）の土佐1校のみである。
また、21世紀枠で出場した学校の成績は、2025年（第97回）現在、初戦15勝53敗、通算19勝67敗である（2020年甲子園高校野球交流試合の勝敗を含む）。21世紀枠で出場後、同年夏の選手権大会に出場した学校は2001年（第83回）の宜野座と2010年（第92回）の山形中央の2校のみである。
2022年（第94回）には丹生が広島商に7対22で大敗している。このためインターネット上では「21世紀枠には勝って当たり前」とまで言われている。そのため、2010年（第82回）の1回戦で開星が21世紀枠の向陽に敗退した際は試合後のインタビューで開星監督の野々村直通が「21世紀枠に負けたのは末代までの恥。切腹して死にたい」と発言。21世紀枠に対する高校球界の認識が窺える一幕となった。

#### 21世紀枠出場校一覧
太字は選出後、甲子園大会に再度出場した学校。2020年の結果は「甲子園高校野球交流試合」の勝敗である。
| 年     | 地区          | 出場校              | 主な選考理由 | 結果      |
| ------ | ------------- | ------------------- | --- | --------- |
| 2001年 | 東日本        | 安積（福島）        | 創立創部ともに県最古であり、質実剛健で考える野球を実践した。 | 初戦敗退  |
| 2001年 | 西日本        | 宜野座 （沖縄）     | 部員全員が地元中学出身で地域貢献を果たす。 | ベスト4   |
| 2002年 | 東日本        | 鵡川 （北海道）     | 廃校の危機を乗り越え、希望の星となる。 | 2回戦敗退 |
| 2002年 | 西日本        | 松江北 （島根）     | 県内屈指の進学校。 | 初戦敗退  |
| 2003年 | 東日本        | 柏崎（新潟）        | 豪雪地のハンディを克服。 | 初戦敗退  |
| 2003年 | 西日本        | 隠岐（島根）        | 離島の過酷な条件を克服。 | 初戦敗退  |
| 2004年 | 東日本        | 一関一 （岩手）     | 県内屈指の進学校。 | 初戦敗退  |
| 2004年 | 西日本        | 八幡浜 （愛媛）     | 生徒数大幅減少の中で文武両道を徹底。 | 初戦敗退  |
| 2005年 | 東日本        | 一迫商 （宮城）     | 地域密着の活動で過疎の町を勇気づけた。 | 2回戦敗退 |
| 2005年 | 西日本        | 高松（香川）        | 県内屈指の進学校。 | 初戦敗退  |
| 2006年 | 東日本        | 真岡工 （栃木）     | 地元密着の選手育成。 | 初戦敗退  |
| 2006年 | 西日本        | 金沢桜丘 （石川）   | 県内有数の進学校。 | 初戦敗退  |
| 2007年 | 東日本        | 都留（山梨）        | 部活時間確保のため、通常10分の休み時間を7分に短縮。 三宅島噴火による避難生活中であった都立三宅高校と合同練習や試合を行った。 | 初戦敗退  |
| 2007年 | 西日本        | 都城泉ヶ丘 （宮崎） | 県内有数の進学校。狭いグラウンドという悪条件を、工夫を凝らした練習で克服。 | 2回戦敗退 |
| 2008年 | 東日本        | 安房（千葉）        | 創立100年を超える文武両道の進学校。 房総半島の南端に位置し、小規模校の多い地元の中学出身者だけでチームを構成。 | 2回戦敗退 |
| 2008年 | 中日本        | 成章（愛知）        | 創部100年を誇る県立の進学校。 試合会場まで長距離移動する地理的なハンディを乗り越え強豪私立高と接戦を演じた。 | 2回戦敗退 |
| 2008年 | 西日本        | 華陵（山口）        | 全校生徒が日本赤十字の会員で、青少年赤十字モデル校の指定を受けている。 過去4年間で春秋合わせて中国大会に6回出場。 | 3回戦敗退 |
| 2009年 | 東日本        | 利府（宮城）        | 地域の清掃活動に積極的に参加。運動部員が小学校へ出前授業をしている。生徒が梨農家の手伝いをしている。 | ベスト4   |
| 2009年 | 西日本        | 彦根東 （滋賀）     | 右翼が左翼より30メートルも短い変形グラウンドという悪条件を、工夫を凝らした練習で克服。 | 初戦敗退  |
| 2009年 | 地域限定 なし | 大分上野丘 （大分） | 県内随一の進学校。放課後の練習は2時間までと決められていながら、2008年秋季大会では九州大会出場を果たした文武両道。 | 初戦敗退  |
| 2010年 | 東日本        | 山形中央 （山形）   | 野球ばかりでなくスキー、スケート、柔道なども全国トップレベルにある。 率先して学校周辺の清掃活動に取り組み、また部の方針に「感謝」を掲げ地域交流にも取り組む。 | 初戦敗退  |
| 2010年 | 地域限定 なし | 向陽 （和歌山）     | 旧制海草中学時代に嶋清一などの活躍で1939年（第25回）、1940年（第26回）と全国大会を連覇した名門校。 清掃活動など地域とつながりも深く、副主将は生徒会長を務めて学校生活にも熱心に取り組む。                                                                                                  | 2回戦敗退 |
| 2010年 | 西日本        | 川島（徳島）        | 少人数部員（18人）、グラウンドが共用で使える広さがダイヤモンドとほぼ同じという悪条件を、工夫をこらした練習で克服。 | 初戦敗退  |
| 2011年 | 地域限定 なし | 大館鳳鳴 （秋田）   | 1898年創立の進学校。部員全員が地元出身で、冬はボランティアで除雪を行い地域に貢献。 「ベースボール」を「野球」と翻訳した中馬庚が大正期に校長を務めていた。 | 初戦敗退  |
| 2011年 | 東日本        | 佐渡（新潟）        | 本州まで2時間半かけて遠征し練習試合を行う離島のハンディを乗り越え、2010年秋の県大会で準優勝。 60条からなる「野球部心得」を基に人間力向上に取り組む。 | 初戦敗退  |
| 2011年 | 西日本        | 城南（徳島）        | 創立・創部とも県内最古の歴史を持つ進学校。部員全員が近隣中学出身で、生徒会活動などに積極的に参加。 | 2回戦敗退 |
| 2012年 | 地域限定 なし | 女満別 （北海道）   | 全校生徒134人の小規模校で野球部員は19人。 氷点下20度を下回る日が珍しくない寒冷地の中で、昨秋の北海道大会ベスト16と健闘した。 | 初戦敗退  |
| 2012年 | 東日本        | 石巻工 （宮城）     | 前年の東日本大震災で部員の殆どや自校のグラウンドが被災したものの、その年の秋季大会で準優勝を果たした。 | 初戦敗退  |
| 2012年 | 西日本        | 洲本（兵庫）        | 1953年の第25回選抜高等学校野球大会優勝校。 阪神・淡路大震災当時に生まれた生徒が主力で、県内の強豪校と互角に戦い続けた。 | 初戦敗退  |
| 2013年 | 地域限定 なし | 遠軽 （北海道）     | 町唯一の道立校で、生徒の8割は町民。堀達也・元道知事や安彦良和の母校。 町内の催事に生徒や教職員が積極的に参加。 | 2回戦敗退 |
| 2013年 | 東日本        | いわき海星 （福島） | 東日本大震災とそれに伴う大津波や福島第一原子力発電所事故の渦中でも夢を諦めずに頑張る姿は、風評被害に苦しむ県民に希望と元気を与えてくれる。 | 初戦敗退  |
| 2013年 | 地域限定 なし | 益田翔陽 （島根）   | 他校の模範たり得るマナー、統合により誕生した学校で部員確保の苦労を克服し、ボランティア活動にも積極的に取り組んでいる。 | 初戦敗退  |
| 2013年 | 西日本        | 土佐（高知）        | 学校は1920年、野球部は1947年創立と歴史を誇る。 「文武両道」と共に掲げられるモットー「全力疾走」は全国的に有名。 | 初戦敗退  |
| 2014年 | 東日本        | 小山台 （東京）     | 都立の進学校。限られた練習時間や狭いグラウンドなどの練習環境を克服し、秋の都大会で私立の強豪校を破り8強入り。 | 初戦敗退  |
| 2014年 | 西日本        | 海南 （和歌山）     | 旧制海南中学時代および統合した大成高校を含め春夏通算20回出場の伝統校。 校舎改築工事の影響でグラウンドが使用できない厳しい練習環境の中、秋の県大会で準優勝。 | 初戦敗退  |
| 2014年 | 地域限定 なし | 大島 （鹿児島）     | 奄美大島の県立校でグラウンド周辺にはハブも生息。 試合時には鹿児島市内までフェリーで11時間かけて遠征する離島のハンディを乗り越え秋の県大会で4強入り。 | 初戦敗退  |
| 2015年 | 東日本        | 豊橋工 （愛知）     | 整備用トンボや防球ネットなど練習道具の多くを手作りし、工業高校らしい創意工夫で練習環境を整えている。 また、毎朝学校周辺を清掃し地域に貢献。 | 初戦敗退  |
| 2015年 | 地域限定 なし | 桐蔭 （和歌山）     | 和歌山中時代に1915年夏の第1回大会から出場し春夏計3度優勝した古豪。 高校野球100年の節目の年であり、草創期からの貢献が重視され53年ぶりの出場。 | 初戦敗退  |
| 2015年 | 西日本        | 松山東 （愛媛）     | 正岡子規らが学び夏目漱石も教壇に立った県内最古の伝統校。 文部科学省指定「スーパーグローバルハイスクール」で文武両道を実践し、史上最長ブランクとなる82年（77大会）ぶりの出場。 | 2回戦敗退 |
| 2016年 | 東日本        | 釜石（岩手）        | 東日本大震災で部員24人中9人が自宅を失い、親を亡くした部員もいる。 グラウンドを6つの運動部で共用する厳しい環境に負けず秋の県大会で準優勝。 | 2回戦敗退 |
| 2016年 | 地域限定 なし | 長田（兵庫）        | 阪神・淡路大震災で大きな被害を受けた神戸市長田区にある県内屈指の進学校。 同じ敷地内に夜間定時制と通信制の高校が併設され、練習が制限される中で秋の県大会8強入り。 | 初戦敗退  |
| 2016年 | 西日本        | 小豆島 （香川）     | 部員17人ながら自主性を持って練習に取り組み、秋の県大会決勝で（その後の四国大会と明治神宮大会を制する）高松商を破って初優勝。生徒減に悩む学校の希望の星となった。 | 初戦敗退  |
| 2017年 | 東日本        | 不来方 （岩手）     | 部員わずか10人のため実戦形式の練習ができず、練習時間の9割を打撃に充て打ち勝つ野球を貫き、秋の県大会で準優勝。 | 初戦敗退  |
| 2017年 | 地域限定 なし | 多治見 （岐阜）     | 狭いグラウンドを他部と共用し、バドミントンのシャトルやテニスボールを使うなど工夫を凝らした練習を取り入れ秋の県大会で初優勝。小学生に野球教室を開くなどボランティア活動にも熱心。 | 初戦敗退  |
| 2017年 | 西日本        | 中村（高知）        | 過疎化が進む地域に位置するが、中学3年から高校の練習に参加できる中高一貫校の特例を生かした強化で困難な状況を克服し秋の県大会で優勝。 部員12人で準優勝し「二十四の瞳」として注目された1977年春以来40年ぶりの出場。                                                                           | 初戦敗退  |
| 2018年 | 東日本        | 由利工 （秋田）     | 「地域に愛される学校」を目標に掲げ、部員が率先して地域住民へあいさつ活動を行っている。 工業高校の技術を生かし高齢者施設の車椅子を修理するなどボランティア活動にも励む。 | 初戦敗退  |
| 2018年 | 地域限定 なし | 膳所（滋賀）        | 全国屈指の進学校。セイバーメトリクスを取り入れ、野球経験のないデータ分析専門の部員が対戦相手の打球傾向を分析し守備位置を調整。秋の県大会での8強入りを陰で支えた。 | 初戦敗退  |
| 2018年 | 西日本        | 伊万里 （佐賀）     | 公立の進学校で、平日は90分という短い練習時間ながら、分刻みのメニューを設定し効率的に練習。 部員が地元の少年野球大会の審判をボランティアで務め地域に貢献。 | 初戦敗退  |
| 2019年 | 東日本        | 石岡一 （茨城）     | 明治43年開校の農学校が前身で、部員の約4割が実習の授業が多い園芸科・造園科で学ぶ。 全員そろって練習できる時間が限られる中で秋の県大会で4強入りし、農業を通じた新しい形の文武両道を示した。                                                                                                  | 初戦敗退  |
| 2019年 | 西日本        | 富岡西 （徳島）     | 野球を通じた町づくりを進める阿南市にある創部120年の伝統校で、休日には学校周辺の清掃活動を行っている。 2001年・2008年に続く3度目の四国地区候補校選出で、継続した取り組みも評価。 | 初戦敗退  |
| 2019年 | 地域限定 なし | 熊本西 （熊本）     | 部員全員が地元中学出身で、2016年に熊本地震に見舞われ大半が避難所生活を送りボランティア活動を行った。 2018年11月の練習試合中に部員が頭部に死球を受け亡くなる事故もあった。 | 初戦敗退  |
| 2020年 | 東日本        | 帯広農 （北海道）   | NHK朝ドラ『なつぞら』や漫画『銀の匙』のモデルにもなった農業高校で、部員の多くが農業や酪農の後継者。 実習が多く全体練習は土日のみで、学校産の野菜や牛乳で体作りに取り組み秋の北海道大会ベスト4。                                                                                            | 勝利      |
| 2020年 | 地域限定 なし | 磐城（福島）        | 2019年10月の令和元年東日本台風で浸水被害を受けたいわき市にある進学校。 当時は秋の東北大会の期間中で、地元が被災した直後の2回戦で逆境を乗り越え勝利し8強入り。大会後は泥除去などボランティア活動を行った。                                                                                  | 敗戦      |
| 2020年 | 西日本        | 平田（島根）        | 過疎化が進む地域で野球の普及活動に力を入れ、地元の幼稚園・保育園の園児らを対象に野球体験会を開催。 2年連続3度目の中国地区候補校選出で、野球人口の増加に向けた取り組みを高く評価。 | 敗戦      |
| 2021年 | 東日本        | 八戸西 （青森）     | 進学校で練習時間が限られる中、学年や守備位置ごとのグループに分かれ効率的に練習。 監督が八戸高等支援学校に勤務する傍ら野球部を指導し、選手が支援学校の敷地清掃、支援学校の生徒が傷んだボールを修繕するなど相互交流を行っている。                                                            | 初戦敗退  |
| 2021年 | 地域限定 なし | 三島南 （静岡）     | 地元の園児・小学生を対象に開催している野球教室には延べ1000人以上が参加し、NPB関係者も視察に訪れている。 選考委員会では最後の4校目の選出校として三島南と「富山北部・水橋」の連合チームで意見が分かれ、最終的に合意に至らず決選投票で三島南に決まった。                                      | 初戦敗退  |
| 2021年 | 西日本        | 東播磨 （兵庫）     | コロナで活動が制限される中、「Zoom」や「LINE」などオンラインツールを活用し、監督が練習メニューを動画配信し質疑応答もSNS経由で行うなど新たな指導スタイルを確立。 | 初戦敗退  |
| 2021年 | 地域限定 なし | 具志川商 （沖縄）   | 5年前には部員不足で他部の選手を集めて試合をするほど低迷していたが、OBが監督やコーチとして指導し地域の支援を受け復活。 生徒が仕入れや販売の実習を行う学校行事「具商デパート」に野球部員も積極的に参加。                                                                                     | 2回戦敗退 |
| 2022年 | 地域限定 なし | 只見（福島）        | 全校生徒86人の小規模校。選手13人で困難克服に取り組む姿が「希望」になると判断。 過疎化で生徒数が減少し、只見町外から生徒を受け入れる「山村教育留学制度」を利用した選手と地元選手が一体となり、昨秋は福島県大会で初の8強。過疎地域の活力になっている。                                       | 初戦敗退  |
| 2022年 | 東日本        | 丹生（福井）        | 地元（越前町）の道の駅や飲食店には野球部の試合や練習の写真などが飾られるほど地域に愛されている。 2021年秋の県大会3位決定戦で（その後の北信越大会を制する）敦賀気比に大敗。福井県勢で初の21世紀枠選出。                                                                                     | 初戦敗退  |
| 2022年 | 西日本        | 大分舞鶴 （大分）   | 大分県内屈指の進学校で平日の練習が2時間と限られる中、3班に分かれて分単位でメニューをこなすなど工夫を凝らしている。 選手が主体的に取り組むことで、人事異動に伴う指導者の交代でも指導の継続性を維持し、昨年まで2年連続で夏の県大会で準優勝。昨秋も九州大会に出場するなど好成績を残している。 | 初戦敗退  |
| 2023年 | 地域限定 なし | 石橋（栃木）        | 県内屈指の進学校。直近7年間の県大会で準優勝2回、4強入り2回、8強入り3回と上位進出の常連で文武両道を実践。 小学生を対象に肘・肩の検診を兼ねた野球教室を開催し地域に貢献。 | 初戦敗退  |
| 2023年 | 東日本        | 氷見（富山）        | 部員数17人ながら秋の県大会で1試合平均12.8得点と圧倒的な打撃力で優勝し、北信越大会では8強に進出。 地元の小学生向けの野球教室を開き、普及活動にも積極的に取り組む。 | 初戦敗退  |
| 2023年 | 西日本        | 城東（徳島）        | 県内有数の進学校。選手はわずか12人で、女子マネージャーがノックを打つなどサポート。 グラウンドは他部と共用のためバントや走塁の練習に力を入れ、秋の県大会で機動力を生かし4強入り。 | 初戦敗退  |
| 2024年 | 北海道        | 別海（北海道）      | 1年の半分が最低気温0度未満の冬日で日照時間も短い中、農業用ビニールハウスを活用するなど工夫して練習。 選手16人ながら秋の北海道大会で4強入りし、人よりも牛が多い酪農の町別海町を盛り上げた。                                                                                                 | 初戦敗退  |
| 2024年 | 近畿          | 田辺（和歌山）      | 監督がスクールカウンセラーと連携し精神面のサポートをするなど選手1人1人との対話を重視し、これからの時代の1つの在り方として評価。 秋の県大会で強豪の市立和歌山、智弁和歌山を破り決勝進出。                                                                                                   | 初戦敗退  |
| 2025年 | 関東          | 横浜清陵（神奈川）  | 選手間で内野手・外野手・走塁など部門ごとにリーダーを選出し、練習メニューを自主的に考える「自治」による部活動運営を評価。 強豪私立がひしめく秋の神奈川県大会で公立校として唯一8強入り。 | 初戦敗退  |
| 2025年 | 九州          | 壱岐（長崎）        | 部員全員が離島の壱岐島出身。島外への遠征にはフェリーと車が必要で多額の費用がかかる中、秋の県大会で準優勝、九州大会8強入り。 長崎の離島勢として上位進出は初の快挙で「100年に1度の奇跡」として島民の感動を呼んだ。                                                                           | 初戦敗退  |

#### 21世紀枠選出回数
都道府県の右の括弧は地区推薦回数（2025年まで）。
| 地区       | 選出回数 | 都道府県                                                |
| ---------- | -------- | ------------------------------------------------------- |
| 北海道     | 5回      | 北海道（25）                                            |
| 東北       | 4回      | 福島（5）                                               |
| 東北       | 3回      | 宮城（7）・岩手（4）                                    |
| 東北       | 2回      | 秋田（5）                                               |
| 東北       | 1回      | 青森（2）・山形（2）                                    |
| 関東・東京 | 2回      | 栃木（7）                                               |
| 関東・東京 | 1回      | 茨城（5）・千葉（3）・山梨（2）・東京（2）・神奈川（1） |
| 関東・東京 | 0回      | 群馬（4）・埼玉（1）                                    |
| 北信越     | 2回      | 新潟（5）                                               |
| 北信越     | 1回      | 石川（7）・富山（5）・福井（5）                         |
| 北信越     | 0回      | 長野（3）                                               |
| 東海       | 2回      | 愛知（7）                                               |
| 東海       | 1回      | 岐阜（5）・静岡（4）                                    |
| 東海       | 0回      | 三重（9）                                               |
| 近畿       | 4回      | 和歌山（9）                                             |
| 近畿       | 3回      | 兵庫（4）                                               |
| 近畿       | 2回      | 滋賀（6）                                               |
| 近畿       | 0回      | 京都（3）・奈良（2）・大阪（1）                         |
| 中国       | 4回      | 島根（10）                                              |
| 中国       | 1回      | 山口（4）                                               |
| 中国       | 0回      | 鳥取（5）・広島（5）・岡山（1）                         |
| 四国       | 4回      | 徳島（7）                                               |
| 四国       | 2回      | 香川（7）・愛媛（6）・高知（5）                         |
| 九州       | 2回      | 沖縄（5）・大分（2）                                    |
| 九州       | 1回      | 宮崎（5）・長崎（4）・鹿児島（3）・佐賀（2）・熊本（1） |
| 九州       | 0回      | 福岡（3）                                               |

### 廃止された枠

#### 前年優勝校枠（1925年 - 1932年）
1925年（第2回）から1932年（第9回）までは、前年の優勝校は無条件で全国大会に出場することができた。1933年（第10回）からこの制度は廃止されたが、優勝校は翌年の全国大会に出場し続けていた。
なお、前年の優勝校が全国大会に出場できなかったのは、戦争による中断を除くと1949年（第21回）の西京商（京都。前年の校名は京都一商）が最初であった。

#### 希望枠（2003年 - 2008年）
2003年（第75回）から2008年（第80回）まで設けられた。
一般選考の補欠校にもセンバツへの「希望」を残す狙いで、2003年（第75回）から導入。神宮枠を得た地区以外の補欠1位校が対象となり、投手を含めた守備力のデータに従って決められた。
2003年（第75回）は、項目は被塁打、与残塁+失点、失策。明治神宮大会を除く直近5試合で各項目の1試合9イニング平均値を計算し、最初に被塁打数の多い3校、次に与残塁＋失点の多い3校を除外し、残る3校のうち最も失点の少ない学校を選出する方法が採られた。
2004年（第76回）から選出方法が変更され、項目は被塁打、与四死球、失点、失策。明治神宮大会を除く直近4試合で各項目の1試合9イニング平均値を計算し、順位を得点化、合計が最も多い学校を選出する方法が採られた。
合計得点（2003年は失点）が同じ場合は得失点差の大きいほうを選出。得失点差も同じ場合は、2003年（第75回）では出場経験がない、もしくは古い方を選出するとされていたが、2004年（第76回）以降は明示されていなかった。
希望枠は、神宮枠を得た地区以外の補欠1位校の中からデータを比較の上、守備力に長けているチームを1校選出。なお、東京枠は2枠選出する場合は除かれた。理由は同一都道府県から21世紀枠を除く、3校選出を避けるためであった。

##### 希望枠出場校一覧
| 年     | 回数   | 出場校           | 結果     |
| ------ | ------ | ---------------- | -------- |
| 2003年 | 第75回 | 旭川実（北海道） | 初戦敗退 |
| 2004年 | 第76回 | 秋田商（秋田）   | ベスト8  |
| 2005年 | 第77回 | 三本松（香川）   | 初戦敗退 |
| 2006年 | 第78回 | 一関学院（岩手） | 初戦敗退 |
| 2007年 | 第79回 | 大垣日大（岐阜） | 準優勝   |
| 2008年 | 第80回 | 一関学院（岩手） | 初戦敗退 |

#### 東北絆枠（2013年）
2013年（第85回）は通常の東北代表枠や21世紀枠などとは別に「東北絆枠」と題した特別枠として、東日本大震災からの復興を目指す東北地方の学校の中から「一般選考の中に含めつつも、何かキラリと光るものを持っているチームを選抜する」として制定しており、内容としては21世紀枠に準じたものである。
| 東北絆枠出場校一覧 | 東北絆枠出場校一覧 | 東北絆枠出場校一覧 | 東北絆枠出場校一覧 |
| 年                 | 回数               | 出場校             | 結果               |
| ------------------ | ------------------ | ------------------ | ------------------ |
| 2013年             | 第85回             | 山形中央（山形）   | 3回戦敗退          |

### 出場校に関する記録

#### 同一都道府県から複数校の出場

##### 4校出場
| 年     | 回数   | 都道府県 | 出場校                             |
| ------ | ------ | -------- | ---------------------------------- |
| 1933年 | 第10回 | 和歌山県 | 海草中・和歌山商・海南中・和歌山中 |
| 1937年 | 第14回 | 愛知県   | 中京商・東邦商・享栄商・愛知商     |

##### 3校出場
| 年     | 回数   | 都道府県 | 出場校                       |
| ------ | ------ | -------- | ---------------------------- |
| 1930年 | 第7回  | 兵庫県   | 第一神港商・甲陽中・明石中   |
| 1931年 | 第8回  | 兵庫県   | 第一神港商・甲陽中・明石中   |
| 1933年 | 第10回 | 愛知県   | 中京商・享栄商・一宮中       |
| 1933年 | 第10回 | 兵庫県   | 明石中・神戸一中・関西学院中 |
| 1934年 | 第11回 | 愛知県   | 東邦商・享栄商・中京商       |
| 1934年 | 第11回 | 大阪府   | 浪華商・日新商・堺中         |
| 1935年 | 第12回 | 愛知県   | 愛知商・東邦商・中京商       |
| 1936年 | 第13回 | 愛知県   | 愛知商・東邦商・享栄商       |
| 1936年 | 第13回 | 兵庫県   | 育英商・滝川中・姫路中       |
| 1938年 | 第15回 | 大阪府   | 浪華商・日新商・京阪商       |
| 1938年 | 第15回 | 兵庫県   | 甲陽中・明石中・滝川中       |
| 1940年 | 第17回 | 愛知県   | 東邦商・愛知商・中京商       |
| 1947年 | 第19回 | 京都府   | 京都一商・京都二商・京都二中 |
| 1947年 | 第19回 | 和歌山県 | 田辺中・海草中・和歌山中     |
| 1988年 | 第60回 | 大阪府   | 上宮・近大付・北陽           |
| 1995年 | 第67回 | 兵庫県   | 神港学園・報徳学園・育英     |
| 2001年 | 第73回 | 茨城県   | 常総学院・水戸商・藤代       |
| 2018年 | 第90回 | 滋賀県   | 近江・彦根東・◆膳所          |

- ◆は21世紀枠

2003年（第75回）から「21世紀枠を除く同一都道府県からの選出は2校まで」と内規が改定された（#明治神宮大会枠を参照）。なお、21世紀枠を含めての3校選出は可能であり、2018年（第90回）の滋賀県勢が最初となった（上述）。
- 同一県から2校以上出場したことが一度もないのは、山形県・富山県・鳥取県・島根県の4県である。

#### 最近の出場校
2025年の出場校
| 都道府県 | 年     | 回数   | 最近の出場校（2025年現在）   |
| -------- | ------ | ------ | ---------------------------- |
| 北海道   | 2025年 | 第97回 | 東海大札幌                   |
| 青森県   | 2025年 | 第97回 | 青森山田                     |
| 岩手県   | 2025年 | 第97回 | 花巻東                       |
| 宮城県   | 2023年 | 第95回 | 東北・仙台育英               |
| 秋田県   | 2023年 | 第95回 | 能代松陽                     |
| 山形県   | 2020年 | 第92回 | 鶴岡東（開催中止）           |
| 福島県   | 2025年 | 第97回 | 聖光学院                     |
| 茨城県   | 2024年 | 第96回 | 常総学院                     |
| 栃木県   | 2024年 | 第96回 | 作新学院                     |
| 群馬県   | 2025年 | 第97回 | 健大高崎                     |
| 埼玉県   | 2025年 | 第97回 | 浦和実                       |
| 千葉県   | 2025年 | 第97回 | 千葉黎明                     |
| 東京都   | 2025年 | 第97回 | 二松学舎大付・早稲田実       |
| 神奈川県 | 2025年 | 第97回 | 横浜・横浜清陵（21世紀枠）   |
| 新潟県   | 2014年 | 第86回 | 日本文理                     |
| 富山県   | 2023年 | 第95回 | 氷見（21世紀枠）             |
| 石川県   | 2025年 | 第97回 | 日本航空石川                 |
| 福井県   | 2025年 | 第97回 | 敦賀気比                     |
| 山梨県   | 2025年 | 第97回 | 山梨学院                     |
| 長野県   | 2021年 | 第93回 | 上田西                       |
| 岐阜県   | 2025年 | 第97回 | 大垣日大                     |
| 静岡県   | 2025年 | 第97回 | 常葉大菊川                   |
| 愛知県   | 2025年 | 第97回 | 至学館                       |
| 三重県   | 2024年 | 第96回 | 宇治山田商                   |
| 滋賀県   | 2025年 | 第97回 | 滋賀学園・滋賀短大付         |
| 京都府   | 2024年 | 第96回 | 京都外大西・京都国際         |
| 大阪府   | 2024年 | 第96回 | 大阪桐蔭                     |
| 兵庫県   | 2025年 | 第97回 | 東洋大姫路                   |
| 奈良県   | 2025年 | 第97回 | 天理                         |
| 和歌山県 | 2025年 | 第97回 | 市和歌山・智弁和歌山         |
| 鳥取県   | 2025年 | 第97回 | 米子松蔭                     |
| 島根県   | 2020年 | 第92回 | 平田（21世紀枠・開催中止）   |
| 岡山県   | 2024年 | 第96回 | 創志学園                     |
| 広島県   | 2025年 | 第97回 | 広島商                       |
| 山口県   | 2023年 | 第95回 | 光                           |
| 徳島県   | 2024年 | 第96回 | 阿南光                       |
| 香川県   | 2025年 | 第97回 | 高松商                       |
| 愛媛県   | 2021年 | 第93回 | 聖カタリナ                   |
| 高知県   | 2025年 | 第97回 | 明徳義塾                     |
| 福岡県   | 2025年 | 第97回 | 西日本短大付                 |
| 佐賀県   | 2022年 | 第94回 | 有田工                       |
| 長崎県   | 2025年 | 第97回 | 壱岐（21世紀枠）             |
| 熊本県   | 2024年 | 第96回 | 熊本国府                     |
| 大分県   | 2025年 | 第97回 | 柳ケ浦                       |
| 宮崎県   | 2021年 | 第93回 | 宮崎商                       |
| 鹿児島県 | 2024年 | 第96回 | 神村学園                     |
| 沖縄県   | 2025年 | 第97回 | エナジックスポーツ・沖縄尚学 |

#### 外地からの出場
戦前の大会で外地から選抜された学校が2校ある。いずれも台湾の学校で、1930年（第7回）・1933年（第10回）の台北一中、1935年（第12回）の嘉義農林である。最高成績は1930年（第7回）の台北一中による準々決勝進出。他は初戦敗退であった。
なお、朝鮮および満洲からの選抜は無かった。

## 試合組み合わせ
準々決勝以降も再抽選を行う夏の大会とは違い、最初の組み合わせ抽選会で全ての組み合わせが決まり再抽選は行わない。併せて選手宣誓者も決定される。
1994年（第66回）までは開会式の2日前に全選手を集め毎日ホールや兵庫県立総合体育館で行われていたが、1995年（第67回）からは毎日新聞大阪本社オーバルホールにおいて主将のみで行われている。
1997年（第69回）からは組み合わせ抽選会で同地区および同県の高校同士が早い段階で試合を行わないような措置が施されている。
1. 同県の高校とは、決勝戦（3校出場の場合は準決勝）まで対戦しない[8]。
2. 同地区の高校とは、準々決勝まで対戦しない。

そのため、抽選会では出場校の多い地区からの抽選となる（北海道が1枠の場合は3枠の地域に含む。関東・東京は同一扱い、中国・四国は別枠、21世紀枠は各校の属する地域に含まれる）。出場枠が同じ地区の場合は北から抽選。
上記の要件を満たすため、最大3段階で抽選を行う複雑な抽選方式が採用されている。

## 日程
1924年（第1回）は4月1日 - 5日の5日間で開催され、当初は1週間程度であった。1933年（第10回）は出場校が増えたため11日間に及んだが、その後は記念大会を除き1週間前後の開催が続いた。1961年（第33回）から2002年（第74回）までは、学校の春休み開始に合わせて3月25日 - 29日の間に開幕した。
しかし、1997年（第69回）や1998年（第70回）のように試合日程の度重なる順延が影響して新年度の始業式や入学式に差し支えが出たケースがあったこと、日本プロ野球の試合数増加により、阪神甲子園球場を本拠地としている阪神タイガースの試合日程に影響を来たすようになったことなどから、2003年（第75回）から開幕日が繰り上げられ、遅くとも3月23日には開幕し、2023年（第95回） - 2025年（第97回）は、選抜史上最も早い3月18日に開幕した。
選手の健康管理を考慮し、2004年（第76回）から2013年（第85回）までは、準々決勝までに2日以上順延とならない限り、準々決勝を2日間に分けて開催したが、準々決勝が2日目のチームは決勝戦まで3連戦となり、不公平感が生じることから、全チームが平等となるように、2014年（第86回）から準々決勝4試合を1日で開催。翌2015年（第87回）から準々決勝の翌日を休養日とした 。
2016年（第88回）は3月20日に開幕し、順調に日程を消化。休養日を挟んで3月31日に決勝戦が行われた。3月中に大会が終了したのは、1941年（第18回。3月28日終了）以来、75年（70大会）ぶり2回目となった。
2020年（第92回）から準決勝と決勝戦との連戦を避けるため、休養日が1日追加された。そのため、同大会以降は13 - 14日間の日程が組まれている。大会が準決勝日までに2日順延となった場合は準決勝の翌日の休養日が削除され、準々決勝日までに3日以上順延となった場合は準々決勝の翌日の休養日も削除される。

### 1日に割り当てる試合数
1日の最多試合数は4試合であり、1994年（第66回）までは1回戦の2日目 - 4日目と8日目の準々決勝がその当該日であった。
しかし、阪神・淡路大震災による交通障害で応援団の来場スケジュール調整が必要なこと、選手の健康管理面の問題などを考慮し1995年（第67回）からは4試合日は9日目の準々決勝のみとし、その前日までは雨天順延などがない限り1日3試合とした。
なお、1988年（第60回）以降における、大会回数が5の倍数となる記念大会（西暦下一桁3および8の年）は36校参加のため、4試合設定の日が2回ある。

### 試合の進行

#### 審判員
審判員は球審、3人の塁審、予備審判2人と控え審判員1人の計7人。ナイター下では2人の予備審判員が外審/線審として試合に加わる。

#### 打順
DH制（指名打者）は採用しない。臨時代走を使用できる。

#### 第1試合の基本的な開始時刻
- 開幕日：開会式直後の10時30分
- 3試合日：9時[注 40]
- 2試合日（主として準決勝）：11時
- 1試合日（主として決勝）：12時30分[注 41]
- 4試合日（日程編成の都合で4試合消化が必要な場合、準々決勝）：8時30分[注 42]

2試合以上開催する場合、新聞社の発表では「試合時間2時間・練習とグラウンドの整備30分」と仮定し、3試合日の場合「（1）9時、（2）11時30分、（3）14時」とそれぞれ掲載されているがあくまでも目安であり、実際にはグラウンド整備や事前練習の関係もあり、原則として前の試合終了から30分程度の時間を置いてから行う（早く終了した場合は、最大15分繰り上げられることもある）。

#### 延長戦・再試合
試合は9回で同点の場合は延長戦を行う。1959年（第31回）から1999年（第71回）までは「延長18回」、2000年（第72回）から2017年（第89回）までは「延長15回」までに勝敗が決定しなかった場合は引き分けで試合打ち切り。後日再試合が行われた（なお、降雨などにより同点のまま試合打ち切り。後日再試合が行われた例もある。詳しくは「延長引き分け再試合規定」を参照）。
2018年（第90回）からは延長戦におけるタイブレーク方式を導入。延長10回から試合が決着するまで行われる。そのため、1958年（第30回）以来60年ぶりに延長イニング数が無制限となった。
なお、コールドゲームは得点差では認められておらず、2021年（第93回）までは雨天などの天候不良で7回以降の均等回を消化した場合のみに採用され、それ以前に試合を中断・打ち切る場合はノーゲームとなり、翌日以降に再試合が行われた。
2022年（第94回）からは降雨などで試合が中断された場合は、翌日以降に中断された場面から再開し、9回完了あるいは勝敗が決定するまで行う継続試合を採用。これによりコールドゲーム、ノーゲームがなくなった。

## 開閉会式

### 司会
1997年（第69回）までは主催者の職員が司会を担当していたが、1998年（第70回）からは前年度の「NHK杯全国高校放送コンテスト」（Nコン）の全国コンクールにおいて、朗読・アナウンス部門で上位に入賞した放送部の生徒、または新卒生が2 - 3名程度出演する。

### 開会式

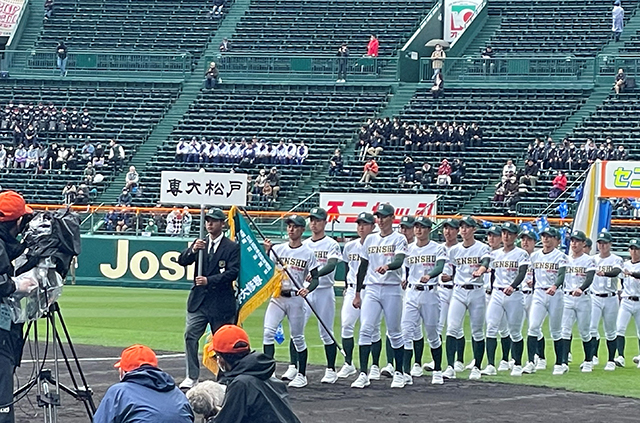
選手入場（第95回）

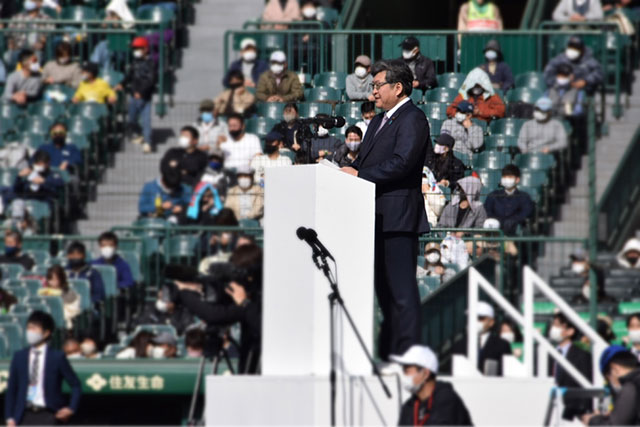
御祝の言葉（第93回）

開式の前に阪神甲子園球場のウグイス嬢が開会式のアナウンスがされる。
1. ファンファーレ、開式の辞
ファンファーレの後、開式の言葉と共に入場行進の司会を務める高校生が自己紹介する（学年は旧学年を言う）。
なお、東日本大震災の直後に行われた2011年（第83回）ではファンファーレは中止され、開式に先立って黙祷が行われた（その黙祷は、サイレンが鳴らされた）。
2. 選手入場
ライトスタンドと一塁側アルプスの間にある通路に設けられたセンバツゲート[注 46]から入場。大阪府警察音楽隊フレッシュウインズ、和歌山警察音楽隊カラーガード隊、近畿管区内警察音楽隊の順に入場し各校がそれに続く。
選手入場は、まず前年優勝校が優勝旗と優勝杯を、続いて前年準優勝校が準優勝旗を持って入場（いずれも出場校に選出の場合は出場選手全員、選出でなかった場合は優勝校は主将・副主将、準優勝校は主将のみが入場）[注 47]。
この後は、2019年（第91回）までは下1桁が奇数回開催時は南から北、下1桁が偶数回開催時は北から南→2023年（第95回）からは奇数回が北から南、偶数回が南から北の順に、主将を先頭に2列で入場し、入場順にレフト寄りから外野側に各校が整列する。
選手は白色の運動靴で入場する。選手入場ののち司会者は式典を担当する別の高校生に交代し（式典司会者は交代時に自己紹介する[注 48]）、選手・役員は脱帽の上、掲揚台側を向く。
1962年（第34回）以降、入場行進曲においては主に前年の流行曲が使われることになった。1曲目は坂本九の『上を向いて歩こう』（選抜高等学校野球大会入場行進曲を参照）。
国旗、大会旗、校名プラカードを持つのは、2007年（第79回）まではボーイスカウト日本連盟所属のベンチャースカウト（高校生）であったが、2008年（第80回）からは校名プラカードは各出場校の生徒（選手として出場しなかった野球部員や野球部男女マネージャーが担当することが多く、一部では生徒会長などが選ばれる）が持つことになった（連続出場できなかった前年優勝校・準優勝校は変わらず。夏の選手権大会とは異なり校名プラカードを持つ）。
なお、甲子園球場の所在地は兵庫県であるが、プラカードは大阪連盟所属のスカウトが持っていた。校名プラカードは2008年（第80回）から「国際高校生選抜書展」（毎日新聞主催）で団体の部地区優勝した学校が地域ごとに出場校の文字を書き入れるものに変更された。
2021年（第93回）では新型コロナウイルスの影響によりプラカードはゴシック体で出場校が印刷されたものを使用したが、2022年（第94回）から再び出場校の文字を書き入れるものに戻った。
阪神淡路大震災直後に行われた1995年（第67回）と、東日本大震災直後に行われた2011年（第83回）では中止された（外野側に整列した状態で開始）。
2021年（第93回）と2022年（第94回）は、新型コロナウイルスの影響により開会式に参加する学校を大会初日に出場する6校に限りそれ以外の26校は、事前に自校グラウンドなどで収録した行進の映像をスコアボードビジョンで放映した（優勝校、準優勝校も後述のとおり優勝旗、優勝杯、準優勝旗を既に返還しているため参加しなかった）。
入場行進曲、大会歌「今ありて」の演奏はCDで行い例年の警察音楽隊、西宮市高等学校吹奏楽連盟の出演は無かった。
2025年（第97回）からは開幕戦出場校の入場が最後となり、試合で使用するベンチに近い端の列に入る。
3. 国旗掲揚・国歌独唱
国歌の演奏に合わせて国旗を掲揚する。1999年（第71回）から開会式の国旗掲揚時に「全日本学生音楽コンクール」（毎日新聞主催）声楽部門高校生の部の優勝者（司会者自己紹介同様、旧学年でアナウンスされる）による国歌独唱が行われている。
4. 大会旗掲揚・大会歌演奏
大会歌「今ありて」は兵庫県西宮市高等学校吹奏楽連盟の演奏に合わせて大会旗を掲揚する。2011年（第83回）は大会旗掲揚と共に大会歌を1番のみ合唱した。
5. 前年優勝校校旗掲揚・校歌演奏
前年優勝校の校歌の演奏に合わせてその学校の校旗を掲揚する。
東日本大震災の直後に行われた2011年（第83回）では、国旗・大会旗・校旗はいずれも半旗として掲揚された。
6. 選手前進
選手は向きを変え着帽の上、仕掛け花火発破（大会名および出場校名が書かれた連続旗が垂れ下がる。2010年（第82回）と2011年（第83回）は中止）と共にバックネット方向へ前進する。
2011年（第83回）は国旗掲揚・国歌独唱、大会旗掲揚・大会歌演奏、前年優勝校校旗掲揚・校歌演奏の順に行った。
7. 優勝旗・優勝杯返還
優勝旗と優勝杯が前年優勝校の主将・副主将から大会会長の毎日新聞社社長に返還され、そのレプリカが引き換えに進呈される。
2021年（第93回）と2022年（第94回）は新型コロナウイルスの影響により関係の学校で事前に行われた。
8. 準優勝旗返還
準優勝旗が前年準優勝校の主将から大会会長の毎日新聞社社長に返還され、そのレプリカが引き換えに進呈される。
2021年（第93回）と2022年（第94回）は新型コロナウイルスの影響により関係の学校で事前に行われた。
9. 大会会長の開会の挨拶
毎日新聞社社長による。御祝の言葉（第93回）
10. 御祝の言葉
文部科学大臣[注 49]による。2011年（第83回）は中止。

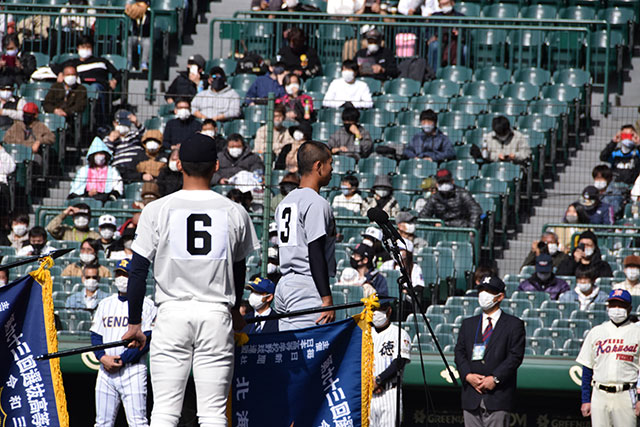
選手宣誓（第93回）

11. 励ましの言葉
日本高等学校野球連盟会長による。選手宣誓（第93回）
12. 選手宣誓
出場各校は選抜旗をもって宣誓台に集まる。
13. 大会歌合唱
1955年（第27回）から毎年神戸山手女子高校の1・2年生が大会歌の合唱を担当（共学化のため、女子校としては2025年（第97回）まで）。
14. 閉会の辞、選手退場
選手達は一塁側から3校ずつ駆け足ですぐさま退場する[注 50]。近畿管区内警察音楽隊、神戸山手女子高校、兵庫県西宮市高等学校吹奏楽連盟は同様に駆け足で三塁側アルプスから退場する。
退場の際に場外外周の一般通路を一時通行止めにして、一塁側から出た選手などは球場すぐ向かいの室内練習場に、三塁側から出た生徒などはすぐ向かいの立体駐車場に入る。駆け足のため、通路の通行止めが最低限の時間に抑えられる効果もあるとのこと[注 51]。

### 閉会式
閉式の前に、公開共同インタビューとして、優勝校の監督にNHKの、優勝校の殊勲選手（若干名）に毎日放送のそれぞれのアナウンサーがインタビューを行う。
閉会式の準備ができるまでの間、ベンチ周辺でインタビューが行われ、閉会式の準備が終わり次第、阪神甲子園球場のウグイス嬢が閉会式のアナウンスがされる。
1. 選手入場
入場行進時と同じ曲が近畿管区内警察音楽隊の演奏で優勝校・準優勝校の選手入場、校名プラカードを持つのは、ボーイスカウト日本連盟所属のベンチャースカウト（高校生）[注 52]。選手はスパイクシューズのまま入場する。
2. 開式の辞
開式の言葉と共に司会を務める高校生が自己紹介する（学年は新学年を言う[注 53]）。
3. 審判委員長講評
日本高等学校野球連盟会長による。
4. 優勝旗授与
大会会長の毎日新聞社社長から主将に授与される。
5. 優勝杯授与
大会会長の毎日新聞社社長から副主将に授与される。
6. 準優勝旗授与
大会会長の毎日新聞社社長から主将に授与される。
7. 優勝メダル・準優勝メダル授与
大会会長の毎日新聞社社長から授与される。
8. 応援団賞表彰
最優秀賞に選ばれた学校には、毎日新聞大阪本社代表から盾が応援団長に授与される。
9. 大会会長の閉会の挨拶
毎日新聞社社長による。
10. 優勝校校旗降納
選手・役員は脱帽の上、掲揚台側を向き、優勝校校歌が流れる。
11. 大会旗降納
大会歌を演奏。
12. 国旗降納
国歌を演奏。2011年（第83回）のみ国歌の後に大会歌を合唱した。
13. 優勝校・準優勝校選手場内一周
入場行進時と同じ曲。内野側から反時計回りに一周し、三塁側ベンチ使用校はピッチャーズマウンド付近で折り返して三塁側へ、一塁側ベンチ使用校はそのまま直進して一塁側へそれぞれ移動。NHKの放送は、この場内一周の途中で終了することが多い。
14. ファンファーレ、閉式の辞
演奏者（西宮市高等学校吹奏楽連盟の一部メンバー）がピッチャーズマウンド付近に整列し、開会式と同じファンファーレを演奏。閉式の辞の後に球場内にはオルゴールの今ありてが流れる。閉会式後は写真撮影やインタビューが行われる。

### 開閉会式の特記
開会式・閉会式の国歌・大会旗の掲揚・降納は甲子園が全面改修される2007年（第79回）以前は、開会式は出場校の主将、閉会式は決勝戦を戦った選手全員がバックスクリーンの回転広告板の上（三菱電機の広告看板前）に集まって行っていたが、2008年（第80回）以後は選手衆はバックスクリーンに移動することなく、所定位置からバックスクリーン方向の掲揚台を向いて見守る形になっている。
なお、1974年（第46回）以降、返還・表彰の演奏曲は大会オリジナルの「栄光」（永野慶作作曲）が使われることになった。

## 大会歌
- 1931年（第8回）で初代大会歌「全国選抜中等学校野球大会の歌（蒼空高き甲子園）」（作詞・長谷川海太郎、作曲・陸軍戸山学校軍楽隊）が制定。しかし歌詞に英語が含まれていたため1年で廃止。
- 1934年（第11回）で2代目大会歌「全国選抜中等学校野球大会歌→選抜高等学校野球大会歌（陽は舞いおどる甲子園）」（作詞・薄田泣菫、作曲・大沼哲）が制定され、1992年（第64回）まで使われた。
- 1993年（第65回）からの3代目大会歌は作詞・阿久悠、作曲・谷村新司の「今ありて」が採用されている。

## 歴史
- 1924年（第1回）：夏季選手権大会の人気や中等野球の興隆に影響を受け、選手権大会とは異なる選出基準の全国大会の開催が求められ、春季の選抜中等学校野球大会が創設され[69]、山本球場（後の八事球場）で開催。
- 1925年（第2回）：会場を夏の選手権大会と同じ甲子園に変更。以後、甲子園で開催。
- 1927年（第4回）：大正天皇崩御の関係で4月29日 - 5月1日に開催。優勝校のアメリカ遠征が開始。
- 1928年（第5回）：ラジオ中継が開始[注 54][70]。
- 1929年（第6回）：入場行進の際の校名プラカードの掲揚および勝利校の校歌演奏と校旗掲揚が開始。アルプススタンドが新設。
- 1930年（第7回）：開会式にて選手宣誓が初めて採り入れられた。選出されたのは、初の台湾からの出場校である台北一中であった[71]。
- 1932年（第9回）：優勝校のアメリカ遠征が廃止。
- 1933年（第10回）：前年優勝校の無条件出場制度が廃止。記念大会につき出場校数が32校となった[注 55]。
- 1942年 - 1946年：太平洋戦争と、その終戦の混乱により大会は中断。
- 1948年（第20回。開催当時は第1回大会）：学制改革に伴い、第1回選抜高等学校野球大会として開催。ただし、新制移行過渡期のため、旧制中等教育学校の校名で試合を実施。警察音楽隊による入場行進曲の演奏が開始。
- 1950年（第22回。開催当時は第3回大会）：球場外野後方の左翼・右翼にラッキーゾーンが設けられた[72]。雨天のため、開会式が1日延期（史上初）[73]。
- 1954年（第26回。開催当時は第7回大会）：テレビ中継が開始。
- 1955年（第27回）：大会回数を中等学校時代からの通算とし、以前の大会（第1回 - 7回）も回数を変更。雨天のため、開会式が1日延期（5年ぶり。史上2度目）[73]。これまで未選出であった東北地区から一関一が選出され、東北代表として初出場[74]。
- 1960年（第32回）：打者ヘルメットの着用が義務化。高松商対米子東戦が決勝戦としては春夏を通じて初めてサヨナラ本塁打で決着。
- 1962年（第34回）：準々決勝の作新学院対八幡商の試合がセンバツとしては唯一の延長18回引き分け再試合となった（春夏を通じて2回目）。
- 1965年（第37回）：走者にヘルメットの着用が義務化。
- 1966年（第38回）：カラー放送が開始。
- 1972年（第44回）：片耳の打者ヘルメットの着用が義務化。
- 1973年（第45回）：山形県勢（日大山形）が初出場したことにより空白県が消滅[74]。また、同校が勝利し、春夏通じての未勝利県が消滅。
- 1974年（第46回）：雨天のため、開会式が1日延期（19年ぶり。史上3度目）[73]。
- 1975年（第47回）：開会式前日に一般生徒の不祥事が発覚した門司工が開会式当日の早朝に出場辞退。代替校には佐世保工を選出。同校は、門司工の出場予定であった3日目第2試合で静岡商と対戦[75]。金属バットを初めて採用。サンリオの月刊誌である『いちご新聞』に今大会に関するコラムが掲載。
- 1978年（第50回）：前橋高校の松本稔が春夏を通じて初めての完全試合を達成。
- 1983年（第55回）：記念大会につき出場校数をこれまでより2校増やし、1933年（第10回）以来、50年ぶりに32校となった（当時の最多タイ）。
- 1984年（第56回）：出場校数が正式に32校となった。また、会期途中（2日目）を最後に歴代優勝校名入りの白いプレートを外野フェンスに掲示することを取り止めた。
- 1985年（第57回）：雨天のため、開会式が2日延期（史上初）。開会式の延期は11年ぶり（史上4度目）[73]。
- 1988年（第60回）：雨天のため、開会式が1日延期（3年ぶり。史上5度目）[73]。
- 1991年（第63回）：開会式の先導が大阪府警察音楽隊フレッシュウインズになった。
- 1992年（第64回）：球場外野後方の左翼・右翼に設けられていたラッキーゾーンが撤去[72]。雨天のため、開会式が1日延期（4年ぶり。史上6度目）[76]。
- 1993年（第65回）：出場校発表日に偽電話事件が起こった[77]。
- 1994年（第66回）：金沢高校の中野真博がセンバツ史上2度目の完全試合を達成。
- 1995年（第67回）：1月17日に阪神・淡路大震災が発生し、中止が検討されたが予定どおりに開催。1日の割り当て試合数を原則最大3試合とし、会期を1日延長。両耳の打者ヘルメットの着用が義務化。
- 1997年（第69回）：日高中津分校が分校として初出場。また、球審がボールカウントを従来と逆（大リーグ式）に「ボール→ストライク」の順で読み上げるように変更[注 56]。
- 1998年（第70回）：史上最多の36校が出場。応援団コンクールを実施、初戦の全出場校の応援が評価対象となった。また、高校生による開会式・閉会式の司会進行が始まった。
- 1999年（第71回）：沖縄尚学が沖縄県勢として初優勝。
- 2000年（第72回）：延長戦の規定を「15回引き分け再試合」に短縮[78]。
- 2001年（第73回）：21世紀枠が設けられた。
- 2003年（第75回）：明治神宮大会枠および希望枠が設けられた。準々決勝の東洋大姫路対花咲徳栄戦は、春夏を通じて初めての「延長15回引き分け再試合」となった。
- 2004年（第76回）：選手の健康負担を理由に「準々決勝を1日2試合ずつ、2日間の日程」で開催することになり、これ以降原則として12日間の開催となった。決勝戦が雨天により16時45分開始となり、高校野球全国大会の決勝戦では、史上初のナイターとなった[79]。
- 2005年（第77回）：天候を理由に、開幕日は開会式のみ行い、試合そのものは翌日に順延[80][注 57]。21世紀枠で高松が当時の史上最高年ブランクで出場（72年ぶり）。
- 2006年（第78回）：新潟県の日本文理が勝利を挙げ、未勝利県が消滅。
- 2007年（第79回）：本塁周辺にダートサークルのラインが追加（高校野球の公式戦では初めて）。
- 2009年（第81回）：ベースコーチにヘルメットの着用が義務化。希望枠が廃止。
- 2010年（第82回）：全国高等学校野球選手権大会（夏の甲子園大会）を主催する朝日新聞社が後援社として加わった。また、同年夏の第92回選手権大会から毎日新聞社が後援社として加わった。なお、特別協力は阪神甲子園球場。
- 2011年（第83回）：3月11日に東日本大震災の発生し、開催自粛が検討されたが『がんばろう！日本』のスローガンで予定どおりの開催に踏み切った。甲子園球場のスコアボードのボールカウント表示が、前年までの上から「S・B・O」から国際基準の「B・S・O」に変更（球審のアナウンスは前述のとおり1997年に変更済）。
- 2012年（第84回）：地球環境（長野県）が通信制高校として初出場。
- 2013年（第85回）：センバツ応援イメージキャラクターを制定。同大会は現役高校生女優の吉本実憂（第13回全日本国民的美少女コンテストグランプリ受賞者）を起用[82]。開会式に和歌山警察音楽隊カラーガード隊が加わった。
- 2014年（第86回）：11年ぶりに「準々決勝を1日で4試合実施」に戻した[注 34]。
- 2015年（第87回）：準々決勝と準決勝との間に休養日を1日設けた[注 35]。松山東が21世紀枠で82年ぶりに出場し、高松が持つ史上最高年ブランクを更新。決勝戦が雨天により約1時間の順延となった。敦賀気比が福井県勢、また北陸勢として初の甲子園優勝。敦賀気比の松本哲幣が準決勝の大阪桐蔭戦で大会史上初の2打席連続満塁ホームランを放った。準優勝は東海大四。北海道勢の決勝進出は1963年（第35回）の北海以来52年ぶり。
- 2017年（第89回）：3月26日に行われた福岡大大濠対滋賀学園戦、福井工大福井対健大高崎戦が共に延長15回引き分けとなり、春夏を通じて初の2試合連続引き分け再試合となり[注 36]、休養日が消滅。
- 2018年（第90回）：延長13回以降のタイブレーク制度が新設（ただし、この大会では適用事例はなかった）。
- 2020年（第92回）：当初は例年どおりの開催が見込まれていたが、新型コロナウイルス感染症のため、3月11日に学制改革後の高等学校野球大会としては、春夏を通じて史上初となる大会中止が決定した。学制改革以前も含めると、大会の不開催は1946年以来74年ぶり。大会の回次、出場回数はカウントされるが、春夏を通じ初出場であった平田（21世紀枠）、加藤学園、鹿児島城西の3校は、同時点での「幻の甲子園出場校」となってしまった[注 58]。なお、同年夏に事実上の代替試合として2020年甲子園高校野球交流試合が開催され、この3校にも甲子園でプレーの機会が与えられた[注 59]。交流試合が夏に開催されたこともあり、比喩的に『夏のセンバツ』と捉える向きもある。また、この大会から球数制限・申告敬遠が導入される予定であった[注 60]。
- 2021年（第93回）：準決勝と決勝戦との間に休養日が設定される予定であったが、準々決勝以前に雨天順延が2日生じたため消滅。
- 2022年（第94回）：雨天などで試合が中断された場合は、翌日以降に中断された場面から再開し9回完了あるいは、勝敗が決定するまで行う特別継続試合を導入（ただし、この大会で適用された事例はなかった）。雨天のため、開会式が1日延期（30年ぶり。史上7度目）[76]。準々決勝以前に雨天順延が2日生じたため、準決勝と決勝戦との間の休養日が消滅。
- 2023年（第95回）：タイブレーク制度が延長10回以降に変更。準々決勝以前に雨天順延が2日生じたため、準決勝と決勝戦との間の休養日が消滅。
- 2024年（第96回）：金属バットが反発の少ない新基準のバットに移行。準々決勝以前に雨天順延が2日生じたため、準決勝と決勝戦との間の休養日が消滅。
- 2025年（第97回）：横浜が優勝し、史上初の木製・旧基準金属・新基準金属の3種類のバット時代での選抜優勝を達成。準決勝と決勝戦との間の休養日を初めて適用。

## 歴代記録と大会結果

### その他の記録
なお、本大会においての連覇は2025年まで3例ある。詳しくは甲子園連覇を参照。
2025年（第97回）終了時点で、次の30都府県が優勝を経験している。
- 太字は選手権未制覇の地域
  - 茨城県、栃木県、群馬県、埼玉県、東京都、神奈川県、福井県、山梨県、長野県、岐阜県、静岡県、愛知県、三重県、京都府、大阪府、兵庫県、奈良県、和歌山県、岡山県、広島県、山口県、徳島県、香川県、愛媛県、高知県、長崎県、熊本県、大分県、鹿児島県、沖縄県

2025年（第97回）終了時点で、以下の17道県が一度も優勝したことがない。
| 道県   | 最高成績 | （参考） 夏の甲子園 最高成績 |
| ------ | -------- | ---------------------------- |
| 北海道 | 準優勝   | 優勝                         |
| 青森県 | 準優勝   | 準優勝                       |
| 岩手県 | 準優勝   | ベスト4                      |
| 宮城県 | 準優勝   | 優勝                         |
| 秋田県 | ベスト4  | 準優勝                       |
| 山形県 | ベスト4  | ベスト4                      |
| 福島県 | ベスト8  | 準優勝                       |
| 千葉県 | 準優勝   | 優勝                         |
| 新潟県 | ベスト8  | 準優勝                       |
| 富山県 | ベスト4  | ベスト8                      |
| 石川県 | ベスト4  | 準優勝                       |
| 滋賀県 | 準優勝   | 準優勝                       |
| 鳥取県 | 準優勝   | ベスト4                      |
| 島根県 | ベスト8  | ベスト4                      |
| 福岡県 | 準優勝   | 優勝                         |
| 佐賀県 | ベスト8  | 優勝                         |
| 宮崎県 | ベスト4  | 準優勝                       |

### 優勝旗・準優勝旗
優勝旗のほかに準優勝旗がある点が選抜大会の特徴の1つとなっており、先述のとおり全国の文字が入っている（レプリカには入らない）。
- 選抜大会の優勝旗は「大紫紺旗」と称されている。これは紫に近い色の糸を使っているためで、赤い糸を使っている夏の全国大会の優勝旗は「大深紅旗」と称されている。1963年（第35回）に初代に代わり2代目が新調された。初代と2代目の旗との相違点は以下の3点。

1. 大会名 - 初代は「全国選抜中等学校野球大会」に対し、2代目は「全国選抜高等学校野球大会」
2. 主催新聞社名 - 初代は「大阪毎日新聞社」に対し、2代目は「毎日新聞社」になっている。1943年に「東京日日新聞」と「大阪毎日新聞」が題号を「毎日新聞」に統一したことにより、商号も毎日新聞社に変更したため。
3. 「VICTORY」の文字 - 初代は染めぬきだが2代目は金の糸を使って織られており、少し文字が大きくなっている。

- 初代の優勝旗は1941年（第18回）に東邦商（愛知）が手にしたまま戦争で大会が中断していたが、1945年の名古屋大空襲で同校の校舎が全焼。その際校長室に保管されていた優勝旗は燃え落ちる寸前に校庭に放り投げられ事なきを得た。
- 初代の優勝旗を最後に手にしたのは1962年（第34回）の作新学院（栃木）で、2代目の優勝旗を最初に手にしたのは1963年（第35回）の下関商（山口）であった。
- 準優勝旗の色は夏の優勝旗と同じ深紅で3代目である。夏は準優勝旗が存在せず、取手二高監督時代の木内幸男が1984年夏の決勝戦直前まで夏にも準優勝旗があると勘違いしていたエピソードは有名。
- 後日、優勝校・準優勝校には校名ペナントが、毎日新聞社から贈られる。年数が経過すると選手権大会優勝旗、明治神宮野球大会優勝旗と同様に複数年の校名を1枚にまとめたものへ交換されるが、優勝旗は、複数年ペナントの導入が準優勝旗より遅かった（それまでは過去のもの全て1校1枚取り付けられていた）。
- 優勝旗・準優勝旗は大会の閉会式にて優勝校・準優勝校に授与され、翌年の大会の開会式にて前年優勝校・準優勝校から大会会長に返還される。その返還の際、レプリカが代わりに授与される。このレプリカの意匠は優勝旗・準優勝旗とほぼ同じだが模様・文字は全部染めぬきであり、“第○回”および校名が付加される。

### 優勝校のアメリカ遠征（1927年 - 1931年）
1927年（第4回）から主催の大阪毎日新聞社がメジャーリーグベースボールの見学や日米親善という趣旨により、同年から優勝校のアメリカ遠征が行われた。この制度によってアメリカに遠征したのは和歌山中（和歌山）、関西学院中（兵庫）、第一神港商（兵庫）、広島商（広島）の4校である。
アメリカ遠征は夏休みを利用して行い、7月中旬から9月中旬までの長期間メジャーリーグの試合見学や地元高校との親善試合も行った。夏の大会開催中に主力選手がアメリカ遠征に行っているため、春の優勝校は控え選手で夏の大会予選を戦うことになった。その中で1927年（第4回）の優勝校であった和歌山中は控え選手で夏の大会の予選を制し、全国大会に出場した。
1932年（第9回）からは外国チームとの試合を禁止する野球統制令を政府が出したことにより、優勝校のアメリカ遠征制度は廃止された。
なお、春の優勝校のアメリカ遠征に関しては春の大会を主催していた毎日新聞社が、朝日新聞社の主催していた夏の大会の興味をそぐ目的があったという陰謀説も存在する。

### 歴代優勝校のパネル
1984年（第56回）の2日目（3月27日）までは、大会の歴代優勝校の校章が描かれた白いパネルボードが外野に掲げられていた。ところが同日の第1試合、高島対佐賀商戦で、佐賀商の中原康博が放った打球がワンバウンドしてラッキーゾーンを越えたため、本来ならばエンタイトル二塁打となるが、二塁塁審がこの打球を誤ってホームランと判定した。
これを受けて高野連は、この試合の本塁打判定を審判の誤審として謝罪した上『打球と外野の白いパネルが被って審判が判定しづらい』ことを理由に歴代優勝校のパネル掲額についてこの日の全試合終了後、直ちに廃止した。そのため、それ以後は歴代優勝校のパネルは掲示されていない。
また、大会名が記されたパネル（左中間・右中間）も優勝校パネルと同様の白地・黒文字であったのを、1985年（第57回）から通常のフェンス広告と同じように緑地・白文字に変更された。さらに、2010年（第82回）から外野フェンスの広告を解禁したため、これらはバックネット裏・回転看板スペースに掲示されている。

## 応援団賞
1998年（第70回）から応援団賞が設けられた。21世紀枠が導入された2001年（第73回）からは、21世紀枠の最低1校に必ず優秀賞以上を与えることが不文律となっており、最優秀賞を受賞することが多くなっている。最優秀賞受賞校は2001年（第73回）の桐光学園を除き公立校が占めている。また、21世紀枠以外の最優秀賞受賞校は2018年（第90回）で彦根東が受賞するまでいずれも春夏を通じて初出場となっていた（同大会までの7校中3校は21世紀枠導入前）。2度の最優秀賞受賞も彦根東が唯一だが、過去の最優秀校受賞経験校の出場自体が同校と土佐、大島の3例のみである（桐光学園は2002年以降夏の大会には4度出場しているが、春は出場がない）。

### 審査規定
出場校の初戦（原則1回戦。記念大会の場合は一部を除く2回戦も）を対象に審査を行い、閉会式に最優秀賞1校、優秀賞5校が選出され表彰される。最優秀賞に選出された学校は、閉会式で毎日新聞社から盾が応援団長に授与される。
2011年（第83回）は東日本大震災を理由に応援団賞の選考が行われなかった。
新型コロナの世界的蔓延により中止となった2020年（第92回）は、開催時は無観客となるため選考は行われない見込みであった。2021年（第93回）から2023年（第95回）も同じ理由で選考なしとなっていた。
その後、声出し応援の解禁など応援の制限が大幅に緩和されたことを受け、2024年（第96回）から5年ぶりに応援団コンクールが復活した。
なお、同じ毎日新聞社が主催する都市対抗野球大会における応援団賞は大会全試合が対象であり、さらに初戦を対象とした「ファーストステージ」（2011年までは試合日程の順番による「前期賞」「後期賞」）と、大会全試合を対象とした「期間賞」に細分されている。

### 受賞校一覧（太字は21世紀枠校）
| 年/回数       | 最優秀賞校                                                                                              | 優秀賞校                                                                                                |
| ------------- | --- | --- |
| 1998年 第70回 | 豊田西（愛知）                                                                                          | 創価（東京）・新発田農（新潟）・郡山（奈良）・関大一（大阪）・高鍋（宮崎）                              |
| 1999年 第71回 | 峰山（京都）                                                                                            | 高崎商（群馬）・駒大高（東京）・日大三（東京）・高田（奈良）・九産大九州（福岡）                        |
| 2000年 第72回 | 橿原（奈良）                                                                                            | 作新学院（栃木）・埼玉栄（埼玉）・国士舘（東京）・創価（東京）・丸亀（香川）                            |
| 2001年 第73回 | 桐光学園（神奈川）                                                                                      | 安積（福島）・智弁学園（奈良）・関西創価（大阪）・小松島（徳島）・宜野座（沖縄）                        |
| 2002年 第74回 | 三木（兵庫）                                                                                            | 前橋（群馬）・津田学園（三重）・金光大阪（大阪）・広陵（広島）・松江北（島根）                          |
| 2003年 第75回 | 隠岐（島根）                                                                                            | 花咲徳栄（埼玉）・浜名（静岡）・智弁和歌山（和歌山）・岡山城東（岡山）・秀岳館（熊本）                  |
| 2004年 第76回 | 八幡浜（愛媛）                                                                                          | 一関一（岩手）・常葉菊川（静岡）・八幡商（滋賀）・大阪桐蔭（大阪）・社（兵庫）                          |
| 2005年 第77回 | 高松（香川）                                                                                            | 慶応（神奈川）・愛工大名電（愛知）・如水館（広島）・西条（愛媛）・神村学園（鹿児島）                    |
| 2006年 第78回 | 金沢桜丘（石川）                                                                                        | 北海道栄（北海道）・早稲田実（東京）・高岡商（富山）・今治北（愛媛）・伊万里商（佐賀）                  |
| 2007年 第79回 | 室戸（高知）                                                                                            | 都留（山梨）・日大藤沢（神奈川）・県和歌山商（和歌山）・市川（兵庫）・鹿児島商（鹿児島）                |
| 2008年 第80回 | 成章（愛知）                                                                                            | 安房（千葉）・長野日大（長野）・平安（京都）・興譲館（岡山）・下関商（山口）                            |
| 2009年 第81回 | 彦根東（滋賀）                                                                                          | 習志野（千葉）・掛川西（静岡）・PL学園（大阪）・今治西（愛媛）・大分上野丘（大分）                      |
| 2010年 第82回 | 川島（徳島）                                                                                            | 山形中央（山形）・東海大相模（神奈川）・向陽（和歌山）・自由ケ丘（福岡）・嘉手納（沖縄）                |
| 2011年 第83回 | 東日本大震災の影響で応援団が甲子園に来られない学校があり 審査の公平性が保てないと判断したため実施せず。 | 東日本大震災の影響で応援団が甲子園に来られない学校があり 審査の公平性が保てないと判断したため実施せず。 |
| 2012年 第84回 | 宮崎西（宮崎）                                                                                          | 石巻工（宮城）・高崎（群馬）・愛工大名電（愛知）・三重（三重）・洲本（兵庫）                            |
| 2013年 第85回 | 土佐（高知）                                                                                            | 遠軽（北海道）・安田学園（東京）・春江工（福井）・済々黌（熊本）・尚志館（鹿児島）                      |
| 2014年 第86回 | 大島（鹿児島）                                                                                          | 佐野日大（栃木）・龍谷大平安（京都）・智弁学園（奈良）・広島新庄（広島）・池田（徳島）                  |
| 2015年 第87回 | 豊橋工（愛知）                                                                                          | 大曲工（秋田）・県岐阜商（岐阜）・大阪桐蔭（大阪）・今治西（愛媛）・糸満（沖縄）                        |
| 2016年 第88回 | 小豆島（香川）                                                                                          | 釜石（岩手）・常総学院（茨城）・木更津総合（千葉）・大阪桐蔭（大阪）・秀岳館（熊本）                    |
| 2017年 第89回 | 中村（高知）                                                                                            | 作新学院（栃木）・多治見（岐阜）・智弁学園（奈良）・大阪桐蔭（大阪）・創志学園（岡山）                  |
| 2018年 第90回 | 彦根東（滋賀）                                                                                          | 慶応（神奈川）・膳所（滋賀）・乙訓（京都）・おかやま山陽（岡山）・伊万里（佐賀）                        |
| 2019年 第91回 | 富岡西（徳島）                                                                                          | 習志野（千葉）・桐蔭学園（神奈川）・東邦（愛知）・履正社（大阪）・米子東（鳥取）                        |
| 2020年 第92回 | 新型コロナウイルスの影響により大会自体が中止。                                                          | 新型コロナウイルスの影響により大会自体が中止。                                                          |
| 2021年 第93回 | 新型コロナウイルスの影響により実施せず。                                                                | 新型コロナウイルスの影響により実施せず。                                                                |
| 2022年 第94回 | 新型コロナウイルスの影響により実施せず。                                                                | 新型コロナウイルスの影響により実施せず。                                                                |
| 2023年 第95回 | 新型コロナウイルスの影響により実施せず。                                                                | 新型コロナウイルスの影響により実施せず。                                                                |
| 2024年 第96回 | 耐久（和歌山）                                                                                          | 別海（北海道）・豊川（愛知）・田辺（和歌山）                                                            |
| 2025年 第97回 | 壱岐（長崎）                                                                                            | 日本航空石川（石川）・滋賀学園（滋賀）・東洋大姫路（兵庫）                                              |

## センバツ応援イメージキャラクター
2013年（第85回）から2016年（第87回）はオスカープロモーションおよびNTTドコモ、2017年（第88回）からは大塚製薬および「ポカリスエット」とのタイアップにより「センバツ応援イメージキャラクター」が制定され、大会PRポスターのモデルやGAORAの開会式中継にゲスト出演することなどが慣例となっている。
| 年     | 回数   | 出演者     |
| ------ | ------ | ---------- |
| 2013年 | 第85回 | 吉本実憂   |
| 2014年 | 第86回 | 小芝風花   |
| 2015年 | 第87回 | 小澤奈々花 |
| 2016年 | 第88回 | 井頭愛海   |
| 2017年 | 第89回 | 岡田結実   |
| 2018年 | 第90回 | 玉田志織   |
| 2019年 | 第91回 | 井本彩花   |
| 2020年 | 第92回 | 石井薫子   |
| 2021年 | 第93回 | 小泉のん   |
| 2022年 | 第94回 | 伊丹彩華   |
| 2023年 | 第95回 | 久慈愛     |
| 2024年 | 第96回 | 近藤結良   |
| 2025年 | 第97回 | 大角ゆき   |
| 2025年 | 第97回 | ディラン   |

## テレビ・ラジオ中継

### NHK
1954年（第26回）からテレビ中継を開始。1966年（第38回）からカラー放送を開始した。1974年（第46回）までは総合で中継できない場合は中断していたが、同年夏（8月17日）の第56回選手権大会の準々決勝「東海大相模対鹿児島実」戦の延長戦中継方式を巡って、視聴者から苦情が殺到した（全国高等学校野球選手権大会#NHKでの中継を参照）。
そのため、1975年（第47回）から総合と教育（現・Eテレ）とのリレー中継を開始した。これが好評であったため、同年の夏以降、この形で生中継を行っている。地上デジタル放送開始以降はイベントリレー機能を利用し、リレー時の案内を実施している。
放送の形態は以下のとおりである。
- 上述のとおり、1974年（第46回）までは総合のみの中継であり[注 62]、11時55分から13時25分[注 63]までは中継できず[注 64]、18時50分以降の延長はできなかった[102]。
- 1980年（第52回）までは平日の午前中は、開会式と、地元の出場校が出場する試合のみ中継し、11時55分から教育で全国中継した[103]。なお、土曜日・日曜日と準々決勝以降は、午前中の第1試合から全国で中継したが、日曜日の9時から10時までは『国会討論会』（『日曜討論』の前身）を放送するため、中継できなかった。
- 1981年（第53回）からは平日も午前中の第1試合から全国で中継するようになり、全試合生中継で視聴できるようになった[104]。
- 2006年（第78回）から5.1サラウンドを実施している。
- 初戦では学校紹介のVTRが流れる。長らくBGMにその年の入場行進曲のオルゴール版[注 65]を使用し、VTRは主に学校の門や校内を中心に紹介していたが、2021年（第93回）からは、出場校の生徒会長がVTRに出演して紹介する形式になった（BGMなし）。また、野球部の主将によるチーム紹介VTRも別に流れている（こちらは入場行進曲の演奏のみのバージョンをBGMに使用）。
- ラジオ中継は、1967年（第39回）まではラジオ第2で行われていた（近畿圏ではラジオ第1で中継したこともあった）。ラジオ第1に移ってからも中継できない場合はラジオ第2で中継していたが、ラジオ第2の周波数があまり知られていない、カーラジオに設定されていない、市況放送、講座放送に加え気象通報が定時に放送できないことからFM放送に移行した[105]。
- 1968年（第40回）からはラジオ第1に移行したが1970年代前半、11時55分から13時5分までは、レギュラー編成のため中継できなかった[注 66]。
- 1995年（第67回）は1月17日の早朝に発生した「阪神・淡路大震災」関連のニュースや情報番組を優先するため、テレビは決勝戦を除き、13時5分までは教育で中継した。また、平日は14時から1時間おき、土曜日・日曜日は10時と15時に、イニング終了後ニュースによる中断が3分間（平日の15時は4分間）設けられた。そのため、夏の大会と同様、イニングの途中から中継したりイニングそのものが中継できなかったりして、ホームランが生で見られないなどの問題が発生した[106]。
- 1996年（第68回）からは平日は9時から1時間おき、土曜日・日曜日は10時と15時に全て3分間[注 67]ニュースを伝えるために中断。ただし、初戦は2回表・裏に校歌が流れるため、2回裏終了後、また、決勝戦は5回裏終了後にニュースを放送する。
- 2010年（第82回）まではBS hi（全試合）・BS2（開会式、準々決勝、準決勝、決勝戦、閉会式のみ）でも中継した。BS波を使ったハイビジョンの中継はBSアナログハイビジョン実用化試験放送のころから続いており、2007年（第79回）までの大相撲期間中は16時で中継を終了した。BS2では東京都小笠原諸島、沖縄県大東島地方の地上波テレビの衛星再送信中継局ができるまでは、東京代表と沖縄県代表出場校の試合も中継された。BSアナログハイビジョン実用化試験放送のころは、毎日放送と共同制作[注 68]となったこともあった[107]。
- 2012年（第84回）からはIPサイマル配信「NHKネットラジオ らじる★らじる」で、2018年（第90回）からは[108]、民放ラジオポータルサイト「radiko」にてNHKラジオの同時配信をそれぞれ行う。「らじる★らじる」「radiko」共々全国で聴取可能。「radiko」は当初、NHKラジオ実験配信の一環で、実験配信期間の関係で、2018年は3月30日までの配信となり、配信地域が限定されていたため、関東一都六県・宮城・広島・愛媛・福岡のみで聴取可能。規模が拡大された2019年（第91回）からは全国で聴取可能となり[109]、4月1日付で試験配信から本配信に移行したため継続している。
- 海外でも準々決勝以降はNHKワールド・プレミアムでも中継。NHKワールド・ラジオ日本では、2013年（第85回）から国際放送独自の日本語ニュース・海外安全情報（11時台、13時台、土日祝16時台、平日18時台からそれぞれ5 - 15分間）が放送される時間帯を除き、全編同時中継を行っている。
- 総合、ラジオ第1で中継できない場合は、それぞれEテレ[注 69]、FM放送に振り替えて中継する。大会中は、通常国会の会期中であるため、国会中継における『予算委員会・決算委員会』の集中質疑に最優先で割り当てられる[注 70]。また、大相撲の本場所中は、幕内の取組が始まる16時で総合[注 71]、ラジオ第1[注 72]での中継は終了し大相撲中継に切り替わる。
- その他、基本的な形態は夏の大会に準じて中継される。

2011年（第83回）のテレビ中継では東日本大震災関連番組の優先や電力事情の考慮のため、次のような特別体勢がしかれた。
- 東北地方では、総合の震災報道を優先するため、教育のみで中継（同時間帯の通常番組はサブチャンネルのデジタル教育3で放送）。
- 東北・関東地方では、当該地区の学校が出場する試合を除き、16時で中継終了。
- 海外向け「NHKワールド・プレミアム」は16時55分で中継終了。
- 震災関連の情報・ニュース番組を優先するため、10時台と14時台 - 16時台を除き、教育で中継。
- 総合の定時ニュースは、決勝戦を除き、試合展開にかかわらず毎時0分に挿入。
- 各試合のダイジェスト動画を、ホームページ上で公開。
- 初戦での学校紹介VTRは行わない。
- 音声は5.1サラウンドを実施せず、ステレオ音声で実施。

2017年（第89回）は8Kスーパーハイビジョンで準決勝・決勝戦の試験放送が行われた。また、投手の投球数と球速が交互に表示されるようになった。
2018年（第90回）はNHK BS4Kで準決勝・決勝戦の試験放送が行われた。2019年（第91回）は4Kで準決勝・決勝戦が地上波放送とは異なる映像、実況・解説で中継された。2021年（第93回）からは決勝戦のみ中継され、2023年（第95回）で終了した。
2019年（第91回）から前年夏の大会で採用された中継テーマソングである福山雅治の「甲子園」が使われている。ただし、2023年（第95回）は連続テレビ小説『舞いあがれ!』の主題歌『アイラブユー』（back number）が入場行進曲に選ばれたため、中継でもテーマソングに準じた扱いでハイライトやエンディングで使用された。
2022年（第94回）は準々決勝まで、日曜日・祝日を除く11時台はEテレで中継。なお、土曜日の11時40分 - 12時は『週間手話ニュース』を通常どおりに放送するため、当該時間帯はサブチャンネルで中継。決勝戦も通常の平日であれば12時30分から総合のみで中継されるが、12時25分からEテレで中継を開始し、13時5分から総合へとリレーされた。
- これは、当時はNHK BS1で放送された『キャッチ!世界のトップニュース』（平日）[注 75]と『週刊ワールドニュース』（土曜日）[注 76]がロシアのウクライナ侵攻に関する報道を取り扱っている関係から、同番組を総合でも時差放送するためであった[注 77]。

2024年（第96回）からは攻撃中のチーム打順が画面左上隅に表示されるようになった（表示例：現打者〈白地黒文字〉→次打者→次々打者〈黒地白文字〉）。
解説者については、高校野球解説者一覧を参照。

### 毎日放送（MBS）グループ
地上波テレビでは毎日放送、ラジオではMBSラジオ（2020年度までは毎日放送のラジオ部門）、衛星放送ではGAORA（同名の連結子会社が運営するCATV・CS放送チャンネル）で中継している。
地上波中継では、テレビ・ラジオとも、大会歌（陽は舞いおどる甲子園→今ありて）のインストをオープニングとエンディングで放送。
テレビ中継では1996年（第68回）、ラジオ中継では1999年（第71回）から入場行進曲を採用していた。2005年（第77回）からテレビ中継では独自のテーマソングを設定している。
テレビの放送席では、同局のプロ野球および高校ラグビー中継がインカム（ヘッドセットマイク）に移行してからも、スタンドマイクを使用し続けている。
テレビ・ラジオ・GAORAとも、中継での実況やインタビュアーを、毎日放送に所属する現役のスポーツアナウンサー（シニアスタッフ＝嘱託社員を含む）が担当（MBSベースボールパークの当該項も参照）。
2008年（第80回）までは毎日放送（ラジオのみ）、2009年（第81回）からはGAORAで放送する大会序盤の試合中継が、毎日放送の新人・若手アナウンサーによる野球中継での実況デビューの場にもなっている。
また、毎日放送公式サイト内の大会関連ページでは、同局のスポーツアナウンサー（主にGAORAでの中継の実況担当者）が試合ごとに戦評を記している。
なお、2005年以降の全国高校野球選手権大会中継（毎日放送と同様の放送体制で朝日放送テレビが制作を担当）とは違い、地上波での系列局に所属するスポーツアナウンサーが、実況・インタビュー要員として大会期間中に派遣されることはなかったが、2024年までに毎日放送の60歳 - 65歳にかけての男性アナウンサー（赤木誠、馬野雅行）の定年退職が相次いだため、2025年（第97回）の2回戦第3試合「健大高崎 vs.敦賀気比」の実況を、宮崎放送アナウンサーの澁谷祐太朗が担当した。
GAORAのプロ野球中継で実況・リポーターを務めるスポーツアナウンサーも、毎日放送からの出向者を含め、当大会の中継には登場しない。
毎日放送では毎年、大会期間中にハイライトのテレビ番組を制作。かつては、番組販売扱いで、他のJNN系列局の一部でも放送した。
2003年（第75回）以降の大会期間中に編成している『みんなの甲子園』では、地上波での放送を関西ローカルにとどめているほか、テレビ中継と同じテーマソングを使用。GAORAでも大会期間中に、前日（または当日の未明）の毎日放送における放送分を当日の第1試合中継開始前に日本全国へ流している。

#### 地上波テレビ
毎日放送では、1959年（第31回）から2002年（第74回）までは1回戦から決勝戦まで中継した。なお、1957年（第29回）と1958年（第30回）は、1957年（第29回）の大会4か月前に開局した朝日放送テレビが中継した。
大阪テレビ放送は1954年5月に創立され、毎日新聞社、朝日新聞社、朝日放送（当時。ABC）、そして毎日放送の前身である新日本放送（NJB）との合弁企業であったためである。したがって、この2回の高校野球の民放テレビ中継は大阪テレビの事実上独占放送であった。
テレビ中継のタイトルは1994年（第66回）までは「第〇回選抜高等学校野球大会・中継」、1995年（第67回）からはNHKと同じく「第〇回センバツ」である。
ただし、オープニングはグラウンドをバックにしたタイトル表示はあったが、最終試合以外の（例：第1 - 3試合）エンディングは「第〇日（もしくは準々決勝、準決勝） 第（一 - 三）試合 終。」のみであった（ニュースなどの中断明けの時間を案内することもあった）。現在はグラウンドをバックに「第〇回センバツ」とOP、ED、イニング間もタイトル出しが行われている。
初期は完全放送を実施していたが（試合の幕間にMBSニュース、お天気のお知らせ、『水道完備ガス見込』などの帯ドラマを放送）、1966年（第38回）からは昼間時には平日は東京局（1975年3月30日まではNETテレビ、その後はTBSテレビ…「ネットチェンジ」参照）発の全国ネット番組を、日曜日は自社製作の演芸、バラエティー番組（後年は日曜日もTBSテレビ発の全国ネット番組）を編成するようになった（土曜日と準決勝以降、後年は準々決勝以降を除く）。
関西地区では、1980年（第52回）までは平日の午前中（関西地区の高校が出場する試合を除く）はNHKが中継していなかったこともあり、事実上の独占放送となったが1974年（第46回）までは土曜日を除く12時台と平日の13時台前半は、NHKも中継していなかったためテレビの生中継が無かった。
しかし、朝日放送テレビのようなサンテレビなどの近畿圏独立局経由のリレー形式を取り入れることは、すでに朝日放送テレビがこれら独立局と包括的な提携を結んでいたため、毎日放送にはそれができなかった。
それに加え、選抜高校野球大会の視聴率が低迷したこと、TBSテレビ発の全国ネット番組を編成するのに障害が生じてきたことや、夕方ワイド番組（『ちちんぷいぷい』→『ミント!』→『よんチャンTV』）を強化したい意向もあり、2003年（第75回）からは「センバツは別の形でお届けしたい」として準決勝と決勝戦の生中継のみとなり、2015年（第87回）以降は決勝戦のみとなった。なお、2004年（第76回）の決勝戦は雨天で試合開始が遅れ（16時45分開始）ナイターとなったため、地上波の中継が取り止めとなった。
決勝戦の中継開始は、おおむね昼の『JNNニュース』終了後であるが、土曜日開催（当初の予定は金曜日）となった2023年（第95回）では『せやねん!』第2部（通常は11時58分 - 12時54分）を12時25分までの短縮放送にした後、中継を開始した。日曜日開催（当初の予定は土曜日）となった2024年（第96回）では『アッコにおまかせ!』（通常は11時45分 - 12時54分）のネットを返上し、ガイドを経て11時50分から中継を開始した。
毎日放送制作の高校野球は、関東地区では1960年（第32回） - 1962年（第34回）と1964年（第36回）・1969年（第41回）はNETテレビで、1963年（第35回）はTBSテレビで（スポンサード・ネット）、1965年（第37回） - 1968年（第40回）と1970年（第42回） - 1974年（第46回）は東京12チャンネル（現：テレビ東京）で多く中継され、特に当時放送番組に窮していた東京12チャンネルでは完全中継を実施したこともあった。
このことにより、関東地区では12時台と平日の午前中（関東地区の高校が出場する試合を除く）はNHKが中継していなかったこともあり、一時期は事実上の独占中継になった。カードによりテレビ神奈川、千葉テレビで中継されたこともあった。
名古屋地区では、1960年（第32回） - 1962年（第34回）は東海テレビ、1963年（第35回） - 1969年（第41回）は名古屋テレビ、1970年（第42回） - 1973年（第45回）は中京テレビで中継され、名古屋テレビと中京テレビの変則クロスネット解消後は岐阜放送、先述のネットチェンジ…「腸捻転解消」後は中部日本放送（現：CBCテレビ。決勝戦のみ）でも中継。いずれも毎日放送がTBS系に移ってからは、ほとんど中継されなくなった。TBSテレビで中継されたのは1978年（第50回）の決勝戦が最後である。
広島県では、1963年（第35回）から広島テレビ（当時は日本テレビ・フジテレビ系列）で中継され、その後中国放送（TBS系列）や広島ホームテレビ（NETテレビ系列）へ移行した。広島ホームテレビでは1972年（第44回）・1973年（第45回）に午前・午後の自主編成枠で相当数の試合を中継した。1975年のネットチェンジで中国放送に再移行したが、その後は中継を縮小・撤退した。
近年、地方局へのネットは、長野代表校登場の際に信越放送、沖縄代表校登場の際に琉球放送（放送時間はかつての毎日放送に準ずる。編成上の都合で中継されない場合もある）が行っている。
なお、決勝戦のネットは、東北放送 2001年（第73回。仙台育英）、中部日本放送 2005年（第77回。愛工大名電）、2007年（第79回。大垣日大）、長崎放送 2006年（第78回。清峰）、2009年（第81回。清峰）、IBC岩手放送 2009年（第81回。花巻東）、青森テレビ 2012年（第84回。光星学院）、あいテレビ 2013年（第85回。済美）、北海道放送 2015年（第87回。東海大四）、山陽放送（現：RSK山陽放送）、2016年（第88回。高松商）、大分放送 2021年（第93回。明豊）など、2000年代以降は決勝戦進出校が東京・関東地区以外であればネットされるケースが多い。
また、JNN系列局以外へのネットとしては、福井代表校登場の際に福井放送（日本テレビ系列）、1988年（第60回）で宇和島東が進出した決勝戦をネットした南海放送（日本テレビ系列。当時あいテレビは未開局）などの例がある。
2016年（第88回）から決勝戦の中継に赤星憲広が毎年ゲスト解説者として出演している。学生野球資格を回復済みのプロ野球経験者が、高校野球全国大会のテレビ・ラジオ中継で解説陣に加わる事例は、前述の全国高等学校野球選手権大会中継を含めても初めてである。
大会中継のメインスポンサーは、長らく松下電器と十川ゴムで、1990年代に入り西日本旅客鉄道（JR西日本）グループが務めた。
野球中継では、バックスクリーン（球場によってはスコアボードや外野スタンド）からテレビカメラで写したり走塁ランナーの位置の表示（レイアウトではない）を最初に行ったのもこの中継からである。またNHKに先駆けて松下電器が開発したサラウンドで初めて中継した。

#### ラジオ
毎日放送（2021年度からMBSラジオ）では「センバツ高校野球・実況中継」というタイトルで中継。新日本放送（NJB）時代の1952年（第24回）から生中継を開始。ただし、翌年からは専ら生中継は準決勝と決勝戦のみ行い、その他の試合は当日の12時台、17時台（後年は22時台）にダイジェスト版を放送していた。
また、この時期に開局した京都放送（当時KHK、現在のKBS京都）や四国放送（当時JR、現在のJRT）などの地方民間放送局へもネットしていた。決勝戦はNHKに対抗して「3元立体放送」（ステレオ放送とは意味が異なる）と題して、アルプススタンドや出場校の地元にリポーターを配して中継していた。
その後、1959年（第31回）から和歌山放送（当時WBC、現在のWBS）で1回戦から一部の試合を中継。1963年（第35回）から毎日放送で全試合完全生中継を行い（ただし、WBCは準決勝と決勝戦の中継をしばらくの間、毎日放送とのサイマルで続行）、1966年（第38回）からJRN・NRNを通して全国に配信している。これ以降、東京地区でも中継されるようになった。
その後「自社制作のローカル番組を優先する」「スポンサーが付きにくい」「NHKでも中継されている」などの理由から、地元校が準決勝もしくは決勝戦まで進まない限りネット受けを実施しない局が年々増加している。
JRN親局のTBSラジオでも、1998年（第70回）を最後に中継していない。NRN親局のニッポン放送や文化放送も、それ以前（1980年代）から中継を取り止めている。ただし、近畿地方以外の出場校が登場する準決勝までの試合で、地元のラジオ局に向けて裏送り形式の中継を実施することがある（下記項目を参照）。
毎日放送では、2009年（第81回）から「民放には民放のやり方がある」という河内一友社長（当時）の方針で準決勝と決勝戦のみ中継。準々決勝までの試合については『春一番!センバツ甲子園』という速報を単独番組として放送したり、自社制作の生ワイド番組に内包させたりした。2016年（第88回）からは中継の対象を決勝戦に限ると共に『春一番!センバツ甲子園』を編成していない。
また、決勝戦の中継開始は2022年（第94回）から土曜日を除き、おおむね正午である。
なお、テレビ中継および『みんなの甲子園』のテーマソングは、毎日放送・MBSラジオによる大会および近畿地区代表校を告知するCMを含め一切使用されなかったが、テーマソングが「第〇回センバツ MBS公式テーマソング」と銘打たれるようになった2021年（第93回）から（制定は2020年。同大会は中止）は、使用されるようになった。

#### 衛星放送（GAORA）
GAORAでは1990年のスペースビジョンネットワーク開局から1994年までは当日の夜からダイジェストで放送。1995年（第67回）から全試合完全中継している。生中継ができない場合は、この時間の試合分を録画中継（ニアライブ）する。
大会日程とGAORAプロ野球中継（阪神・日本ハム主管試合）の中継時間帯が重複した場合は、プロ野球を優先し、重複分は録画中継。基本的に生中継終了時点からの再開ではなく、その試合の最初から放送し直す。ただし、4試合日や試合時間が伸びた場合はその限りではない。
- 2010年（第82回）は、3月24日・25日と2日連続全試合雨天順延となるなど日程変更が相次ぎ、決勝戦が4月3日に延期されたが、同日はプロ野球「日本ハム対西武」の中継が予定されていたため生中継できず、4月5日の録画中継が初回放送となった。
- 2014年（第86回）は、3月26日の全試合が雨天順延となったほか、29日の第2試合・広島新庄対桐生第一戦が延長15回引き分けとなり、翌30日に急遽同カードの再試合（15時開始）が行われたため、3月29日・30日に予定されていた試合が、プロ野球「日本ハム対オリックス」の中継と重複したため、プロ野球を優先し、高校野球は当日夜～翌朝のニアライブ録画となった。

GAORAでは、大会終了後に「センバツプレイバック」（全試合の再放送や過去の大会からの名勝負の映像で構成された1時間番組）などを随時放送。2014年（第86回）までは、大会期間中に『みんなの甲子園』の遅れ放送も実施した。
毎日放送が『みんなの甲子園』の放送体制を大幅に改めた2015年（第87回）から2017年（第89回）までは、大会期間中の放送を取り止める代わりに、毎日放送での放送内容を前・後編の構成で編集したダイジェスト番組を大会終了後に放送した。2018年（第90回）からは、ダイジェスト番組の放送を続ける一方で『みんなの甲子園』本編の遅れ放送を再開した。
なお、TBS系の衛星放送（BS-TBS、TBS NEWS、TBSチャンネル）では、試合中継や関連番組の放送を一切実施していない。
2013年（第85回）から中学時代にクラブチームに所属していた選手に関しては、打席時の選手紹介テロップにおいて出身中学名に代わり出身クラブチーム名を表示したが、2021年（第93回）から再び出身中学となった。

### インターネットでのライブ配信
毎日放送の公式サイト内に設けられる本大会のページでは、1998年（第70回）から試合速報の配信を開始。1999年（第71回）から2015年（第87回）までは、NTTスマートコネクト（NTT西日本の子会社）からの協力によって、リアルタイム中継を実施していた。また、インターネットテレビ向けに、中継の動画を積極的に配信している。
リアルタイム中継の開始当初は、ラジオ向けの実況音声と、毎日放送のテレビカメラで撮影した映像を組み合わせた動画を配信した。
しかし、試合終了後のダイジェスト版へのアクセス件数が多かったことから、2006年（第78回）からはイニングが終了するたびにビデオ・オン・デマンド形式（画面アスペクト比16:9）で配信する方式に変更。ラジオ中継が縮小された2009年（第81回）からはラジオに代わって、GAORA・毎日放送のテレビ中継向けの実況音声を使用。ただし、2008年（第80回）では準決勝と決勝戦のみリアルタイム中継を復活させた。
2010年（第82回）ではTwitter（ID:@senbatsu）で得点経過や試合経過を知らせるサービスやUstreamによる準々決勝以降の試合動画のライブ配信を開始。2011年（第83回）では、ライブ配信が開会式から決勝戦までの大半の試合にまで拡大された。2012年（第84回）では、Twitterでの情報提供サービスを中止。一方で、2012年（第84回）から2015年（第87回）までは、2011年（第83回）と同じ内容のライブ配信を毎日放送公式サイト内の特設ページから実施した。
2016年（第88回）から毎日新聞社と毎日放送によるコラボレーション企画として毎日新聞社の公式サイト内に「センバツLIVE」（ライブ動画の配信に関する公式総合サイト）を開設。前年までと同様に、NTTスマートコネクトからの協力によって、GAORAの中継映像・実況音声を活用した大会全試合のリアルタイム配信を無料で実施するほか「ワンプレー速報」（テキスト形式の1球速報）やスマートフォン向けの専用アプリなどを提供している。
2019年（第91回）からはYahoo!JAPANが運営するスポーツ総合サイト「SportsNAVI」でも、出場校選考委員会後の出場校発表、キャプテントーク（出場校の主将が一堂に会するトークイベント）、組み合わせ抽選会、大会全試合のライブ動画配信を実施。2019年は「SportsNAVI」から配信される出場校紹介動画のナレーターに、女優の清野菜名を起用した。
なお、以上のリアルタイム中継は各イニング間（以前は対象カードに登場する高校の校歌が流れるシーン〈2回表終了後・2回裏終了後および試合終了後〉、番組テーマソングが流れている時間帯〈中継のオープニング、エンディング〉も含む）に配信を一時中断。他のシーンでも、同様の措置を講じることがある。
2019年からは各地区秋季大会もライブ配信を行う（2019年は毎日新聞ニュースサイト、2020年は「SportsNAVI」サイト内）。対象試合は地区によって異なるが、おおむね準々決勝もしくは準決勝以降となる。2022年は対象試合が全地区の準々決勝以降に拡大。「SportsNAVI」サイト内でも対象全試合の見逃し・ダイジェスト配信を行っている。
2020年は、新型コロナウイルスの感染拡大防止で中止となった第92回選抜高等学校野球大会の代替大会2020年甲子園高校野球交流試合では、朝日新聞社、朝日放送テレビが運営する「バーチャル高校野球」と「センバツLIVE」がライブ配信で競作した。
2023年（第95回）からは、株式会社運動通信社が運営するインターネットスポーツメディア「スポーツブル」と、在京キー局、在阪局、電通などで出資した株式会社TVerが運営する「TVer」でも配信を開始した。

### MBS動画イズム
毎日放送が運営しているサービスMBS動画イズムにて、2010年（第82回）以降の試合の動画が有料で視聴可能である。

### その他放送局
1959年の開局時は連日春の大会を中継し、その後は春・夏とも1回戦から地元校の試合をネット受けにより中継してきたラジオ局の和歌山放送が2009年（第81回）は開局記念番組として、地元出場校である箕島の試合を1回戦から準々決勝（敗退）までアナウンサーとゲスト解説者（1・2回戦はOBでもある尾藤公が担当）を自局で派遣して中継した。以下はラジオでの事例を述べる。
- 2014年（第86回）：琉球放送（RBCiラジオ）が沖縄尚学の試合（1回戦）をアナウンサーと解説者を自局で派遣し中継。
- 2015年（第87回）：南海放送が今治西、松山東の試合（1回戦）を中継[134]。
- 2016年（第88回）：西日本放送が小豆島、高松商の全試合を毎日放送からの裏送り[135]で中継[136]。
- 2017年（第89回）：栃木放送が作新学院の試合（1回戦）を毎日放送からの裏送り[137]で中継。
- 2018年（第90回）：栃木放送が國學院栃木の試合（2回戦・3回戦）を毎日放送からの裏送りで中継。
- 2019年（第91回）：四国放送が富岡西の試合（1回戦）を毎日放送からの裏送りで中継。
- 2024年（第96回）：和歌山放送が田辺、耐久の試合（1回戦）をMBSラジオからの裏送りで中継。

### ニコニコ生放送
2014年（第86回）からニコニコ生放送が新規参入。NHKでの中継を見ながら実況する「テレビ実況生中継」として配信（メインMCに愛甲猛）。基本的に全試合で行われているが、2016年（第88回）は、準々決勝以降に縮小された。2018年（第90回）は、出演者は無くユーザーがコメントする形のみに変更された。